# Hamburg
För andra betydelser, se Hamburg (olika betydelser).

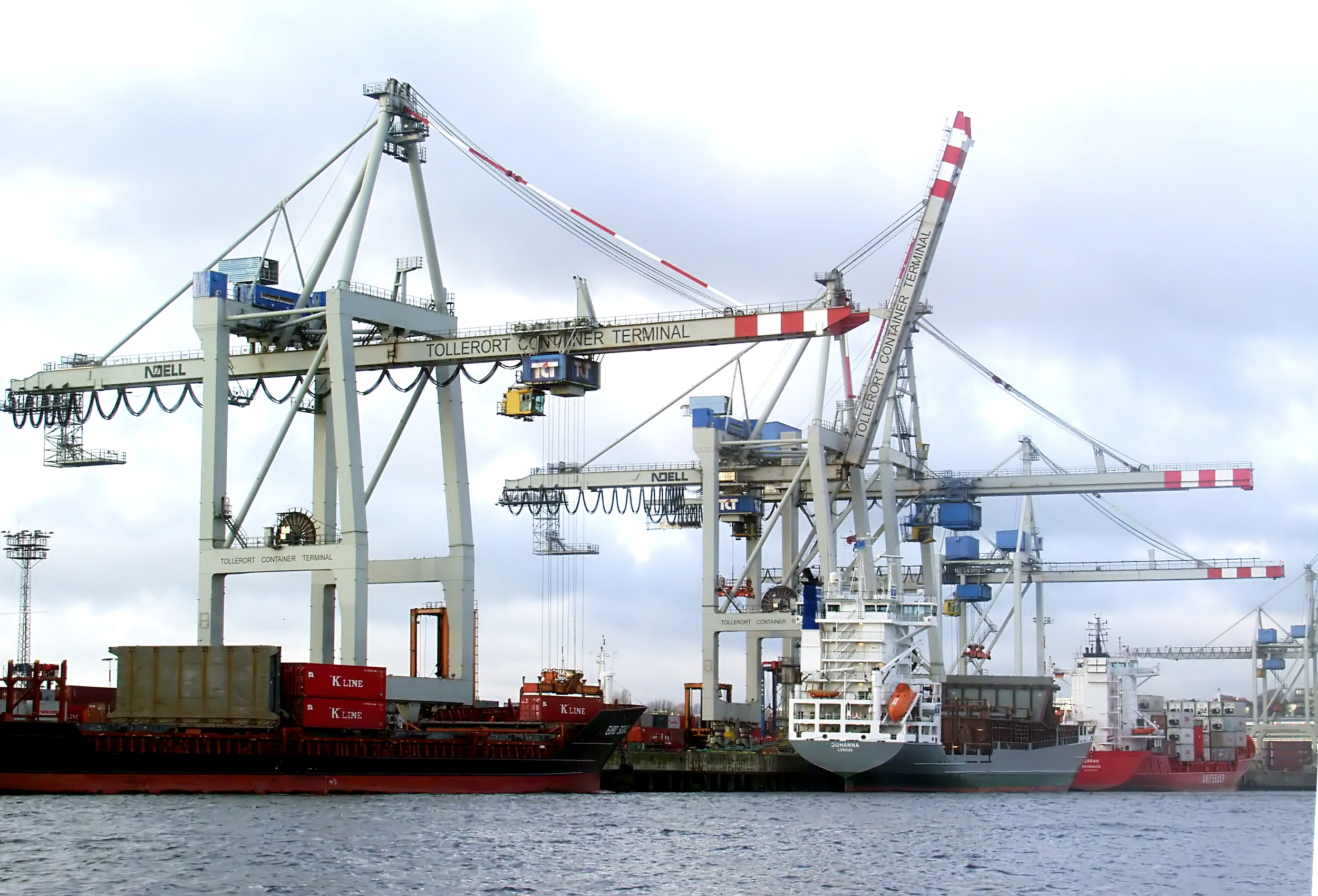
Kontainerterminal i Hamburgs hamn.

Hamburg (lågtyska: Hamborg [ˈhambɔːx]), officiellt Freie und Hansestadt Hamburg, är både ett tyskt förbundsland och Tysklands näst största stad. Invånarantalet uppgick till 1,9 miljoner invånare år 2023, med förorter 3 miljoner. Hamburg är en av Tysklands viktigaste städer, inte minst genom stadens hamn som har en av Europas största containerhamnar. Ekonomiskt och kulturellt utgör staden ett centrum för Nordtyskland och staden har bland de högsta BNP-erna per capita inom EU.

## Befolkning
Hamburg är idag Tysklands näst största stad. Staden har alltsedan 1600-talet varit en av de stora tyska städerna men med en påtagligt stark befolkningsökning under 1800-talets sista decennier. Hamburg hade sitt högsta invånarantal 1964 med 1,9 miljoner. Efter 1964 skedde en suburbanisering och utflyttning från staden till de omkringliggande områdena och 1986 hade Hamburg 1,6 miljoner invånare. Siffran ligger idag åter på 1,9 miljoner. Prognosen räknar med en ökning kommande år. Staden har 257 825 (2007) invånare med uteslutande utländskt pass (ej dubbla medborgarskap). Den största gruppen kommer från Turkiet följd av Polen och forna Jugoslavien.

### Religioner
Hamburg blev lutherskt under reformationen på 1500-talet. Idag tillhör 32 % den evangeliska kyrkan och 10 % den katolska. Hamburg har en lång tradition av olika trosuppfattningar genom sin roll som sjöfartsstad. Sedan 1960-talets invandring har den muslimska tron vuxit och 1957 öppnades Fazle Omar-moskén i Stellingen. Även asiatiska religioner har vuxit under senare år, delvis på grund av invandring från Asien, men även genom konvertiter.

### Dialekt
Under 1800-talet trycktes lågtyskan bort som ledande språk i staden av högtyskan som sedan 1500-talet använts som skriftspråk i allt större utsträckning. I mitten av 1900-talet var lågtyskan i det närmaste försvunnen i officiella sammanhang. År 1980 gav Hamburgs borgerskaps presstjänst dock ut Hamburgs författning på plattyska. Dialekten, Hamburger Platt, fortsätter att talas av många hamburgare och återkommer i litteraturen och tidningskolumner. En del för Hamburg (Nordtyskland) typiska ord finns kvar kopplat till sjöfarten, till exempel Kontor i stället för det gängse Büro. Hamburgs nordtyska dialekt skiljer sig från övriga regioner, som till exempel Bremen. Idag kommer enstaka ord in i högtyska.

### Personligheter
Hamburg har genom århundraden haft en rad framstående personligheter som präglat staden. Inom näringslivet har sjöfarten satt sin prägel med namn som Hapags Albert Ballin. I politiken finns namn som Herbert Wehner, Klaus von Dohnanyi men kanske framförallt den tidigare förbundskanslern Helmut Schmidt. För Hamburgs stad spelade Max Brauer en stor roll som borgmästare efter kriget. Inom sport torde fotbollsspelaren Uwe Seeler vara den största – som spelade i Hamburger SV och landslaget. Inom modet har Jil Sander kommit att spela en stor roll; uppvuxen i staden, startade sin första butik i Hamburg. Inom teatern kom Ida Ehre att spela en viktig roll efter andra världskriget. Inom media blev mediemogulen Axel Springer en dominerande person efter 1945, men här bör även Der Spiegels Rudolf Augstein nämnas liksom Die Zeits Marion Gräfin Dönhoff.
Se även Lista över Hamburgs borgmästare.

## Geografiskt läge

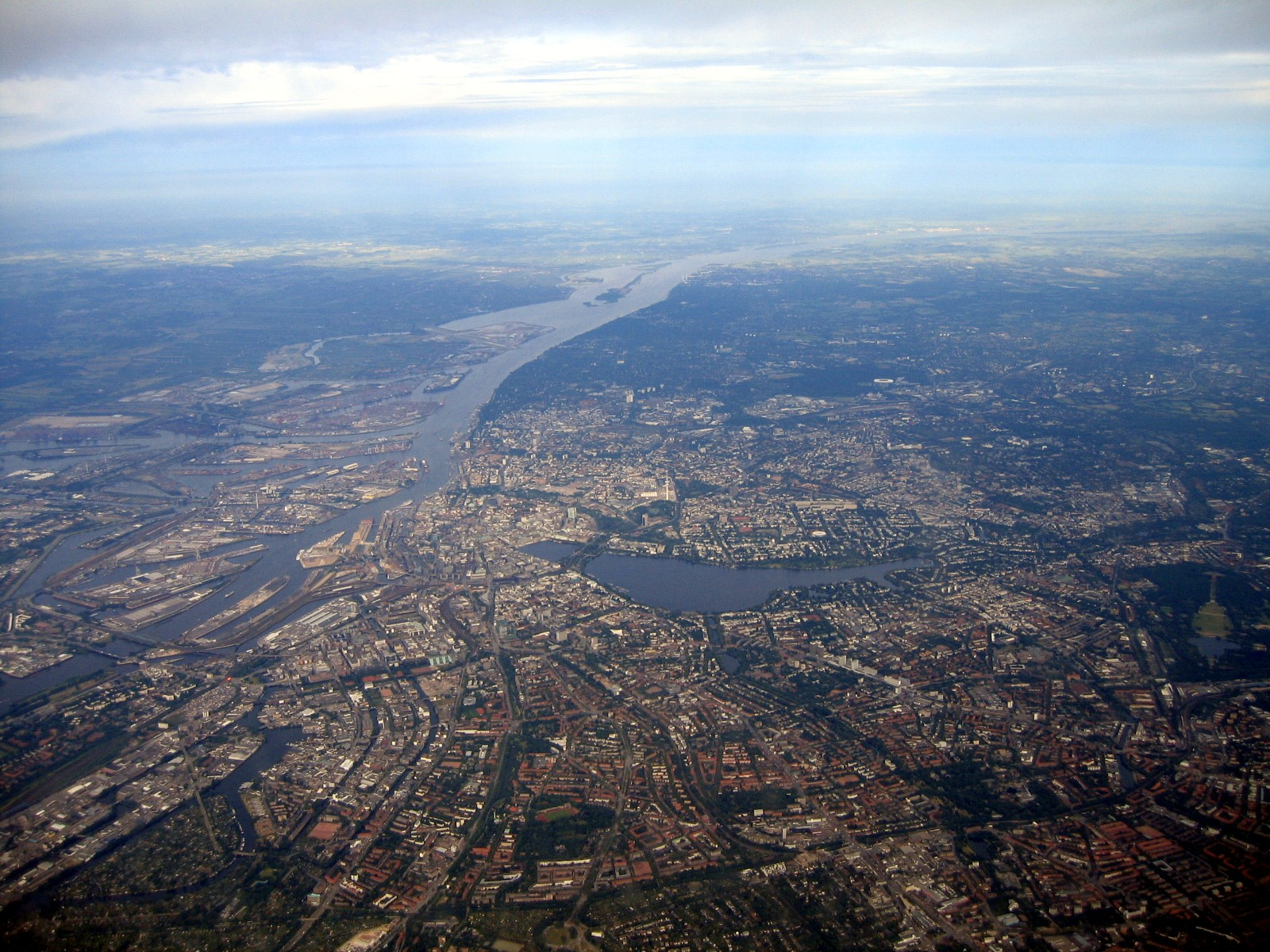
Hamburg från ovan.

Hamburg är beläget i norra Tyskland vid floden Elbes nedre lopp med 110 km upp till Nordsjön. Hamburg ligger vid floderna Alster och Billes mynning. I norr gränsar Hamburg till Schleswig-Holstein och i söder till Niedersachsen. Staden delas av Elbe, från Veddel till Finkenwerder på Elbes södra strand med St. Pauli och Altona på norra stranden. Hamburg binds samman genom broar och Elbetunnlarna.
I Hamburgs stadscentrum är Alster uppdämd och bildar en konstgjord sjö som delas in i Binnenalster och Außenalster. Dessa två delar skärs av genom övergående broar. Den mindre Binnenalster omges av Hamburgs historia stadskärna. Delar av Alster har kanaliserats i staden. Hamburg har 2500 broar som går över stadens alla Fleete, floder och kanaler vilket gör det till den stad i Europa med flest broar.
Idag ingår Hamburg i Metropolregion Hamburg, en av Tysklands elva metropolregioner. I detta område ingår Hamburg tillsammans med de omkringliggande områdena Cuxhaven, Harburg, Lüchow-Dannenberg, Lüneburg, Rotenburg, Soltau-Fallingbostel, Stade och Uelzen i Niedersachsen och i Schleswig-Holstein Herzogtum Lauenburg, Segeberg, Steinburg, Stormarn, Pinneberg och Dithmarschen.

### Förvaltningsindelning

Förvaltningsindelning

Hamburg är uppdelat i sju förvaltningsdistrikt (Bezirke): Hamburg-Mitte, Altona, Eimsbüttel, Hamburg-Nord, Wandsbek, Bergedorf och Harburg. Dessa är i sin tur är uppdelade i flera stadsdelar. Dessa stadsdelar uppgår totalt till 104 stycken.
År 2008 genomfördes en områdesreform där förändringar i enskilda stadsdelar och distrikt gjordes. Bland förändringarna hörde att Wilhelmsburg blev en del av Mitte istället för sedan lång tid tillbaka Harburg. Dessutom skapades de nya stadsdelarna Sternschanze (Altona) och HafenCity (Hamburg-Mitte).
Till Hamburg hör nordsjööarna Neuwerk, Scharhörn och Nigehörn samt nationalparken Hamburgisches Wattenmeer. Administrativt utgör dessa stadsdelen Neuwerk, en exklav som lyder under Hamburg-Mitte.

## Historia

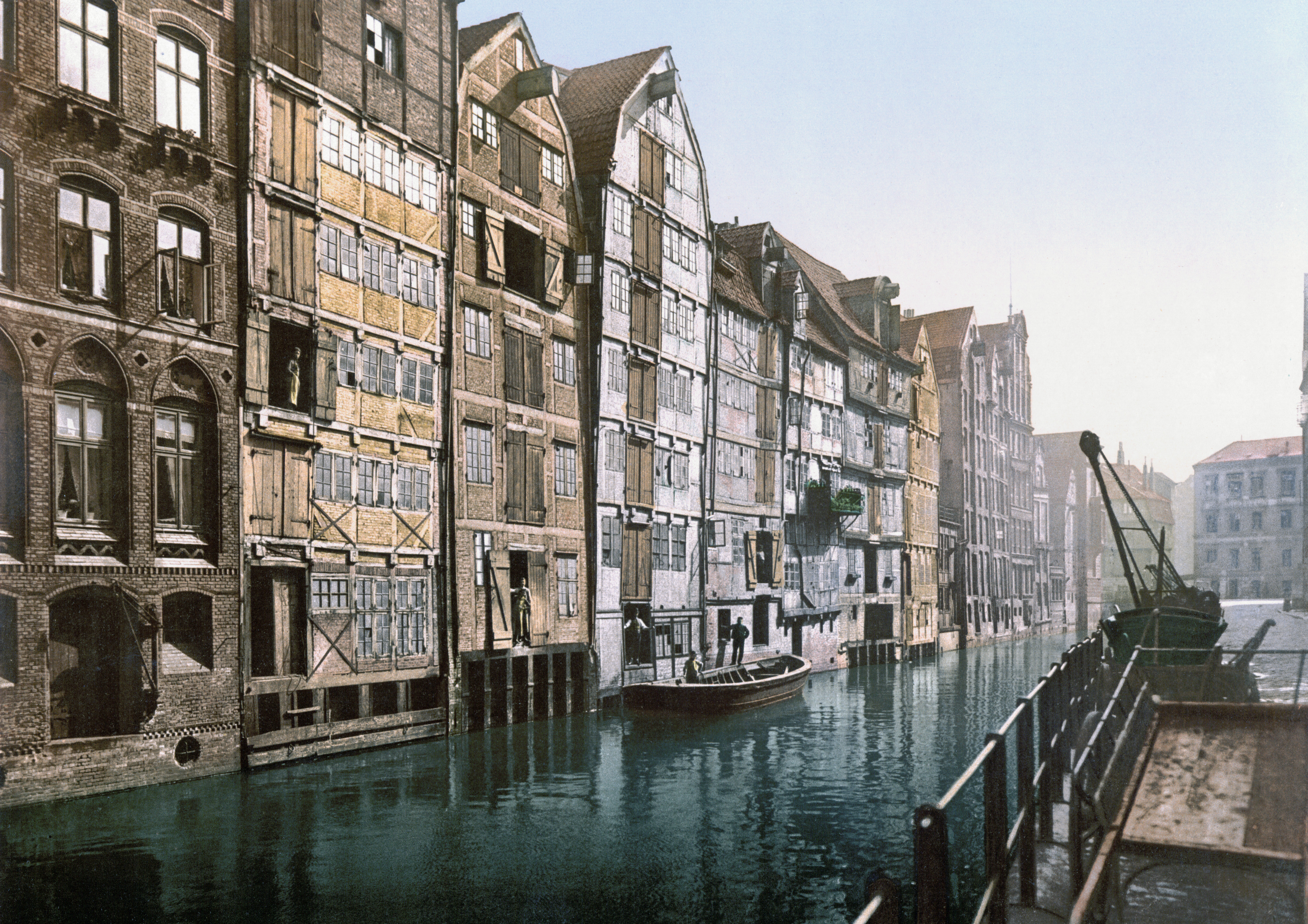
Holländischer Brook 1895.
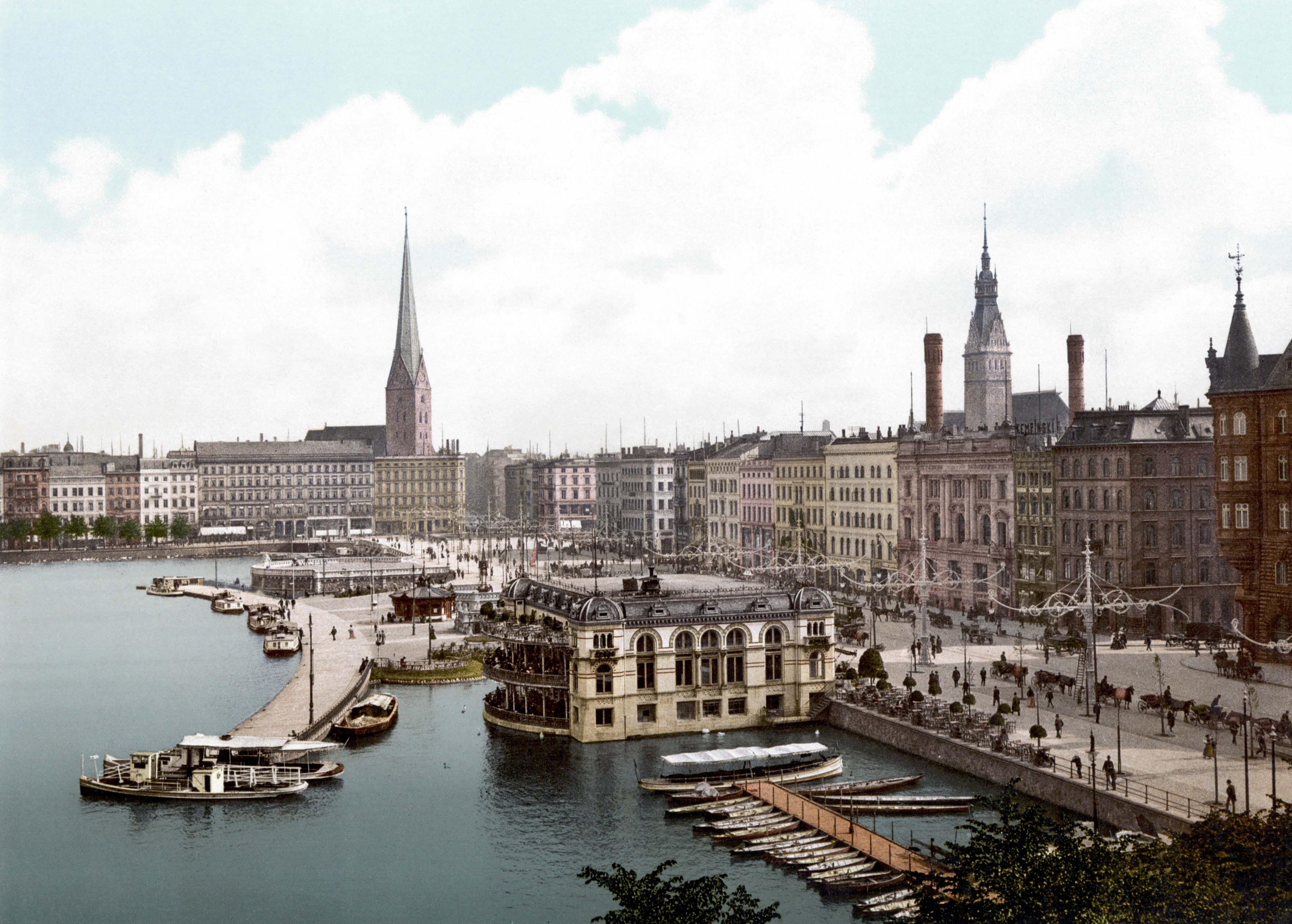
Hamburg kring sekelskiftet 1900.
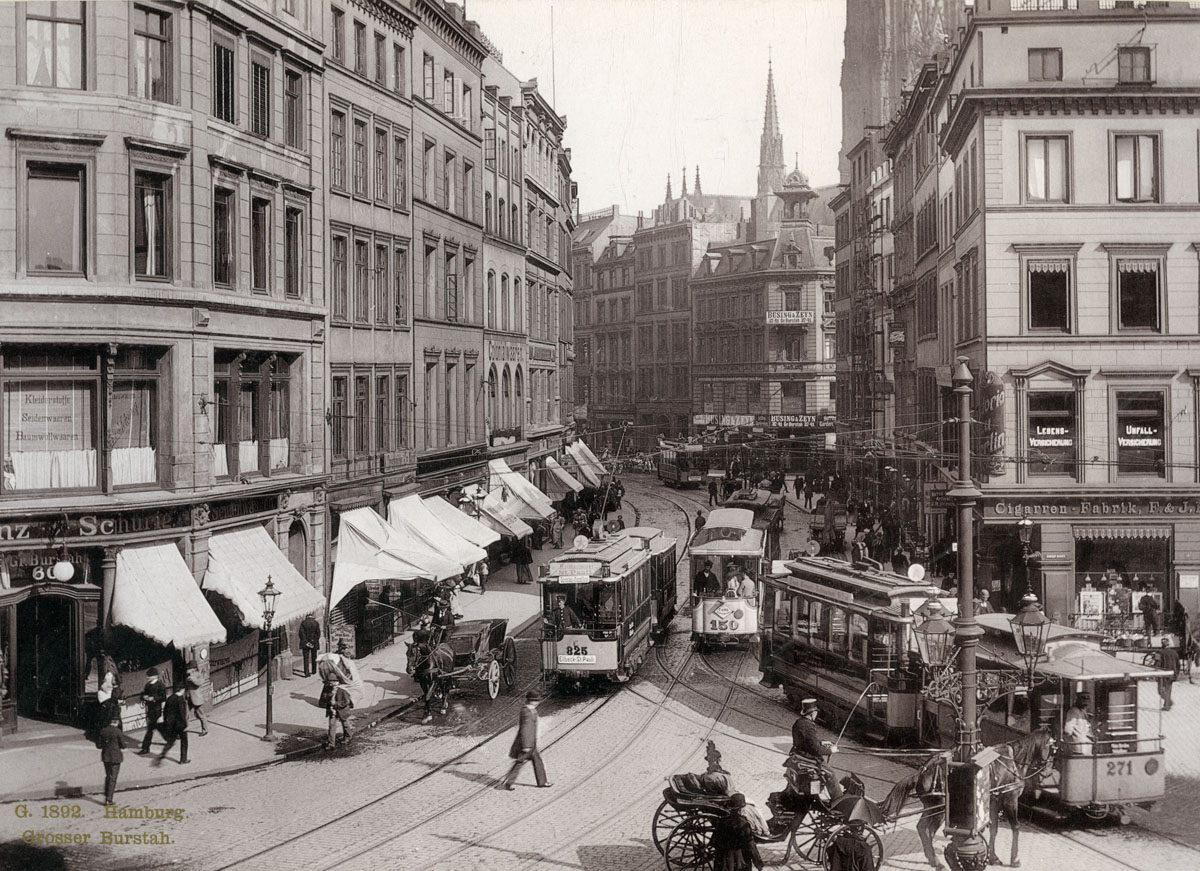
Grosser Burstah 1910.

Omkring år 800 fanns borgen Hammaburg vid Elbe. Runt borgen växte staden fram, och här baserades tidigt ett biskopssäte varifrån bland annat Ansgar skickades ut på en tidig mission till Birka. Det medeltida stadsförbundet Hansan ledde till ett stort uppsving för staden, som så småningom kom att dominera organisationen över rivalen Lübeck. Danmark som ända till 1864 kontrollerade Schleswig och Holstein, försökte flera gånger erövra staden utan att lyckas och även Sverige strävade mot att inkorporera staden i sitt eget välde på 1600-talet. Även den tyske kejsaren misslyckades att dominera staden, utan Hamburg kunde bibehålla sin oberoende ställning som fri riksstad (Freie Reichsstadt), en republik styrd av en senat.
Läget vid floden Elbe och marskländerna gjorde att man trots att staden låg tio mil från öppet hav kunde ta emot stora fartyg. Danskarna grundade en angränsande stad, Altona, som dock inte kunde konkurrera med Hamburg.

Pråmar på kanal i Hamburg.
Stuhlmannfontänen i Altona.
Hotell Pilsner Hof vid Gänsemarkt, Hamburg.

1800-talet efter Napoleonkrigen ledde till en stark expansion. Staden industrialiserades och blev även den viktigaste hamnen i det enade Tyskland. I och med att man låg så pass långt inne i landet samtidigt som man kunde ta emot atlantångare fortsatte expansionen. Staden blev viktig inte minst för Amerikatrafiken, och många emigranter samlades i staden innan avfärd västerut. Staden Altona inkorporerades 1937 i Hamburg.
Under andra världskriget skadades staden svårt av allierat bombflyg framförallt i juli 1943, men byggdes upp under 1950- och 1960-talen. Efterkrigstiden ledde till en stor förlust av Hamburgs östra omland, i och med att det dåvarande Östtyskland (DDR) låg knappt fem mil öster om staden. Stadens hamn har fortsatt att vara en av världens viktigaste hamnar, inte minst för den skandinaviska trafiken, och år 2005 slogs nytt rekord när det gällde godshantering om 8,9 miljoner TEU. Huvuddelen av hamnverksamheten har flyttat nedströms vilket lämnat plats för utvecklingen av HafenCity i de gamla hamnkvarteren mer centralt i staden.

## Sevärdheter

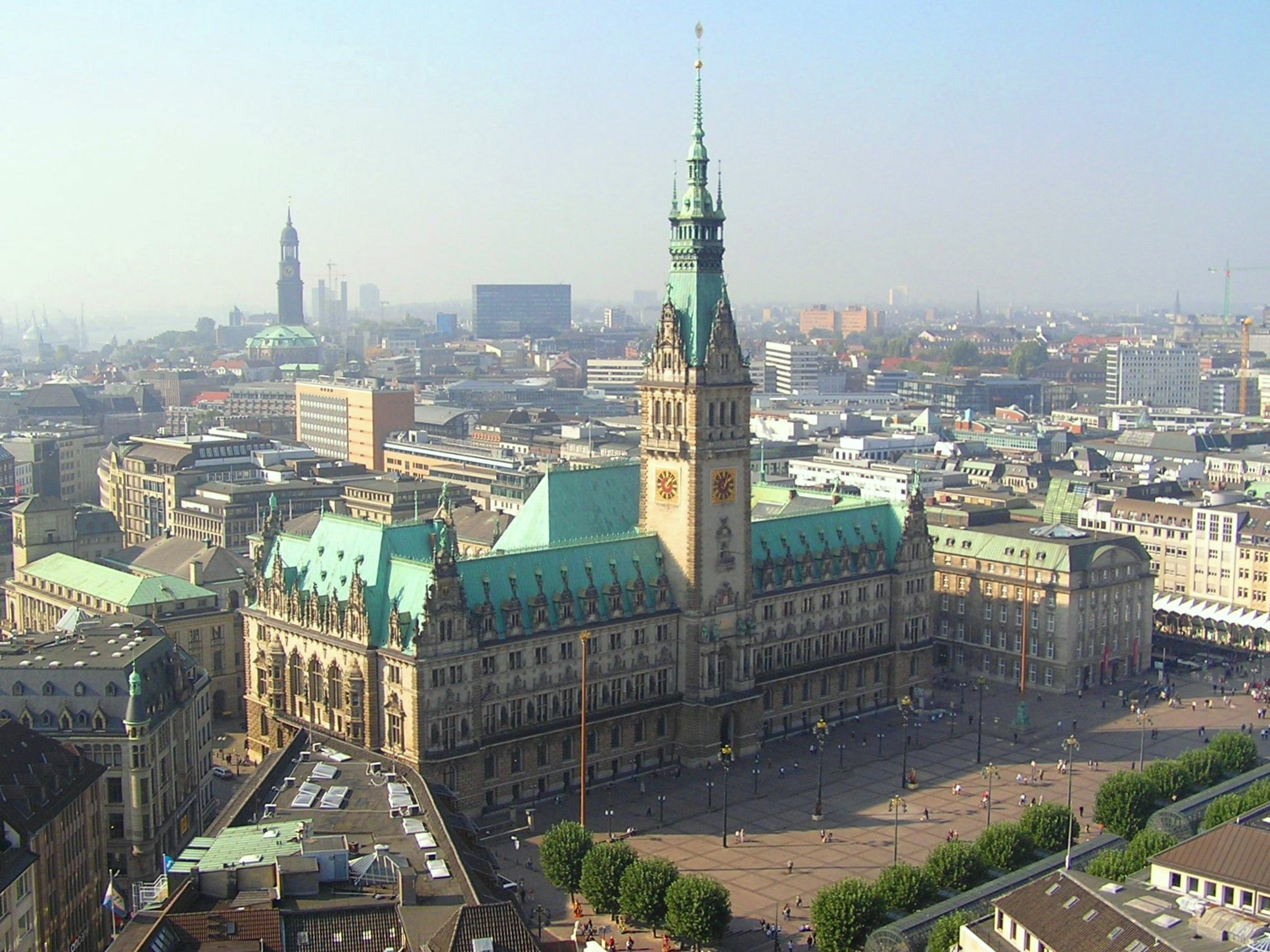
Hamburgs rådhus i Altstadt.
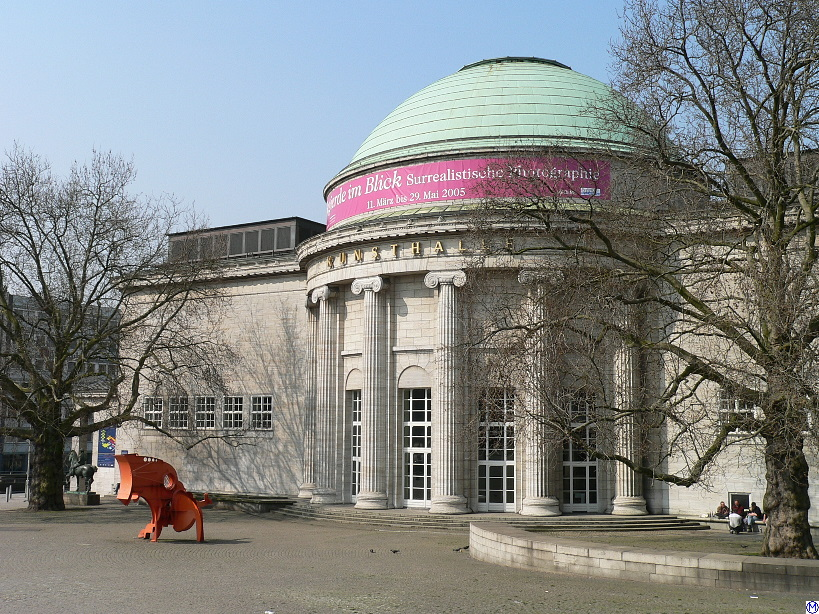
Hamburger Kunsthalle.
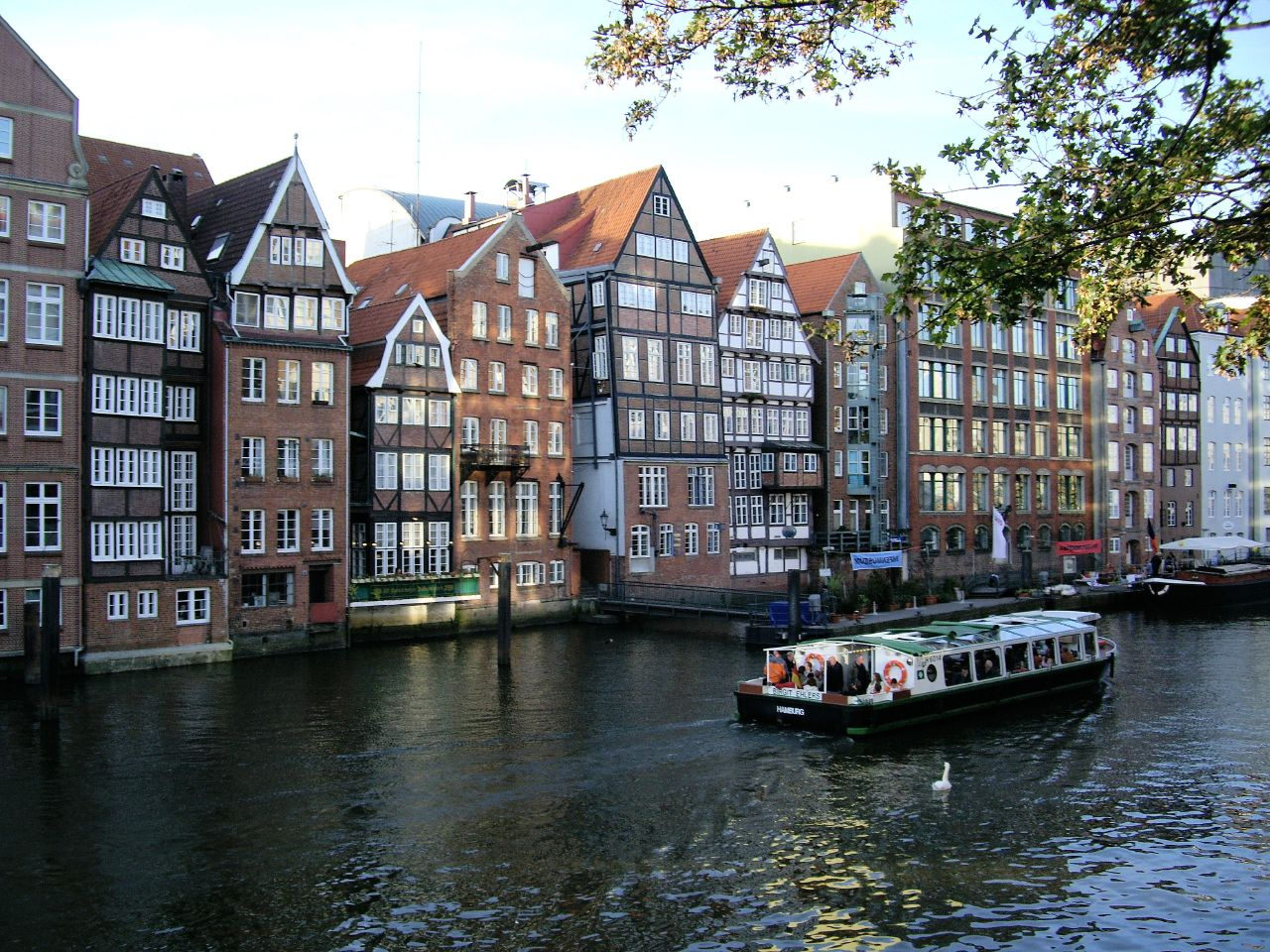
Nikolaifleet.
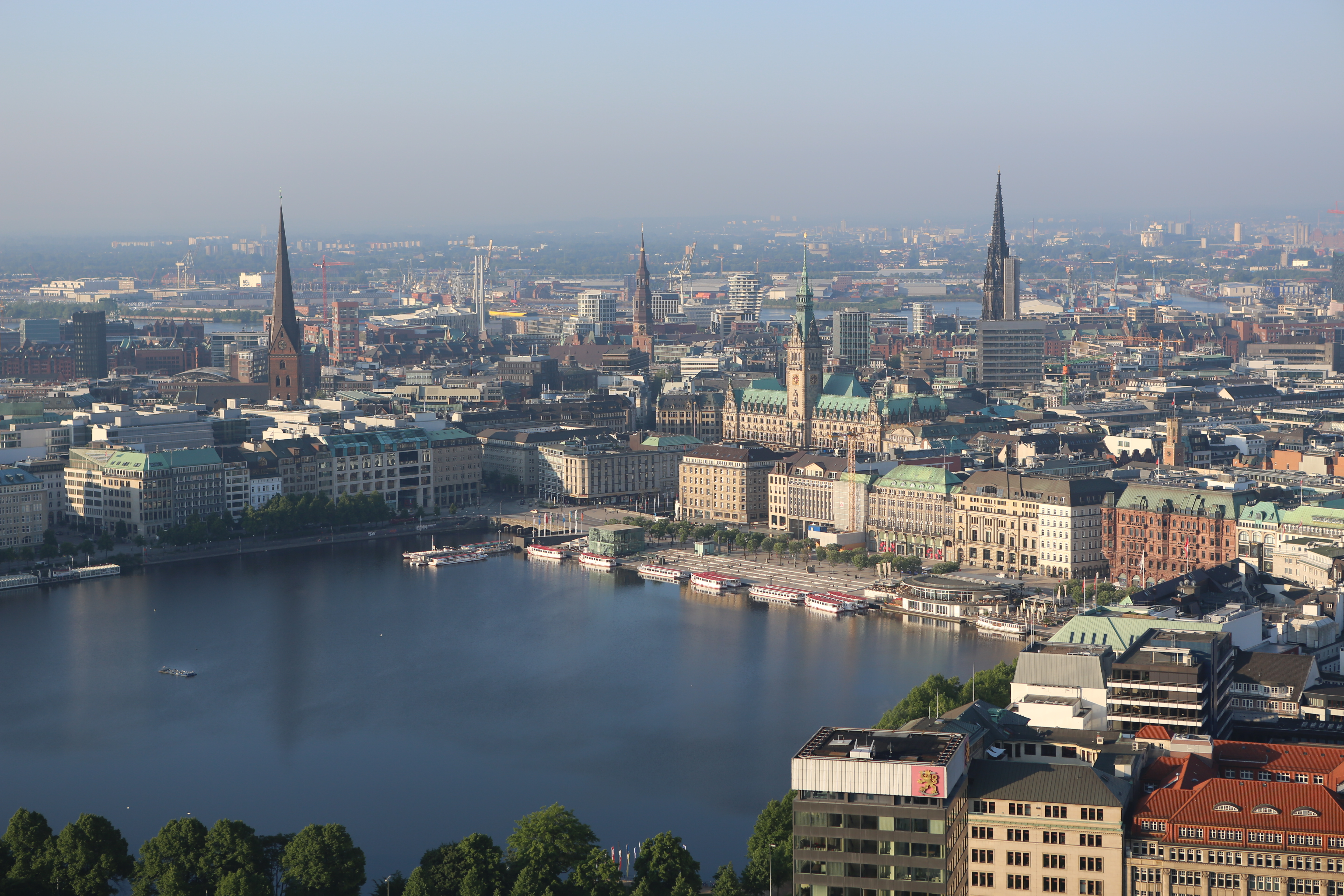
Sjön Binnenalster och Jungfernstieg i Neustadt.

I city i stadsdelen Altstadt ligger Hamburgs rådhus i nyrenässans från 1897 samt affärsgatan Mönckebergstrasse. Mönckebergstrasse erbjuder ett varierat utbud av olika butiker och de största varuhusen i stadens centrum. I stadsdelen finns även några av Hamburgs äldsta byggnader vid Nikolaifleet och Deichstrasse, kända St. Peterskyrkan samt Hamburger Kunsthalle. I kända kyrkoruinen S:t Nikolai-kyrkan kan man åka upp i kyrktornet.
Centralt i stadsdelen Neustadt finns kända affärsgatan Jungfernstieg och Neuer Wall som är en av de mest exklusiva shoppingområdena i Hamburg. Flera butiker ligger längs kanalen Alsterfleet samt ännu flera vid torget Gänsemarkt. I denna stadsdel finns Hamburgs mest berömda kyrka St. Mikaelskyrkan. Sjön Binnenalster mitt i centrum och ett omfattande kanalsystem gör att Hamburg har fler broar än Venedig och Amsterdam tillsammans.
Speicherstadt har flera lagerhus byggda i nygotisk tegelarkitektur som ligger på en cirka 1,5 kilometer lång ö som genomkorsas av flera kanaler. Speicherstadt byggdes för att lagra styckegods som kaffe, te och kryddor. Idag är området värt ett besök för sina byggnader och för de sevärdheter som finns inom området, bland annat världens största H0-modelljärnväg på Miniatur Wunderland, tullmuseet, Hamburg Dungeon och kryddmuseet. I detta område finns även den helt nybyggda stadsdelen HafenCity, ett stort bostadsprojekt som byggts i gamla hamnkvarter med bl.a. Westfield Hamburg-Überseequartier. En av HafenCitys mest kända byggnader är kontserthuset Elbphilharmonie.

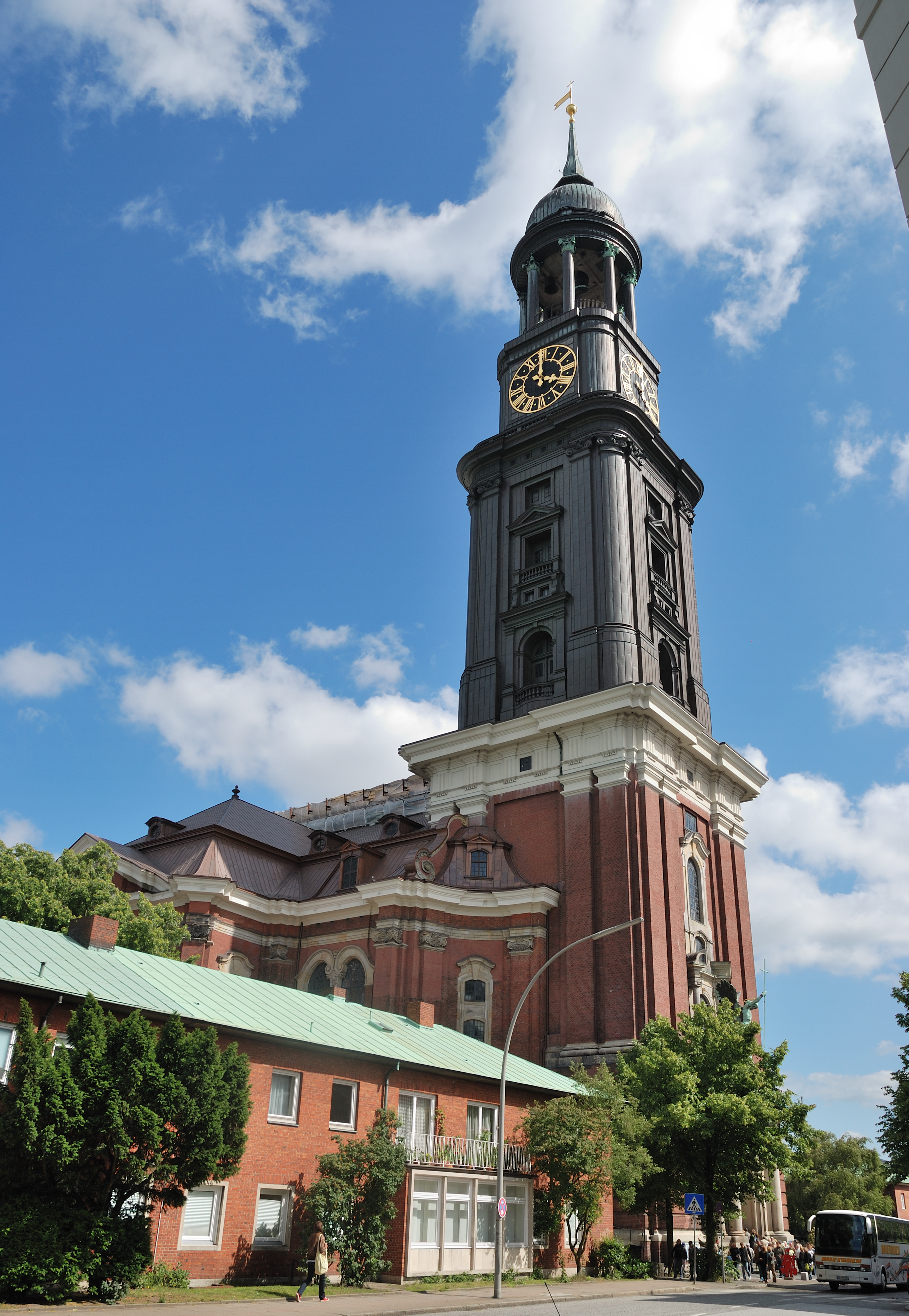
St. Mikaelskyrkan.
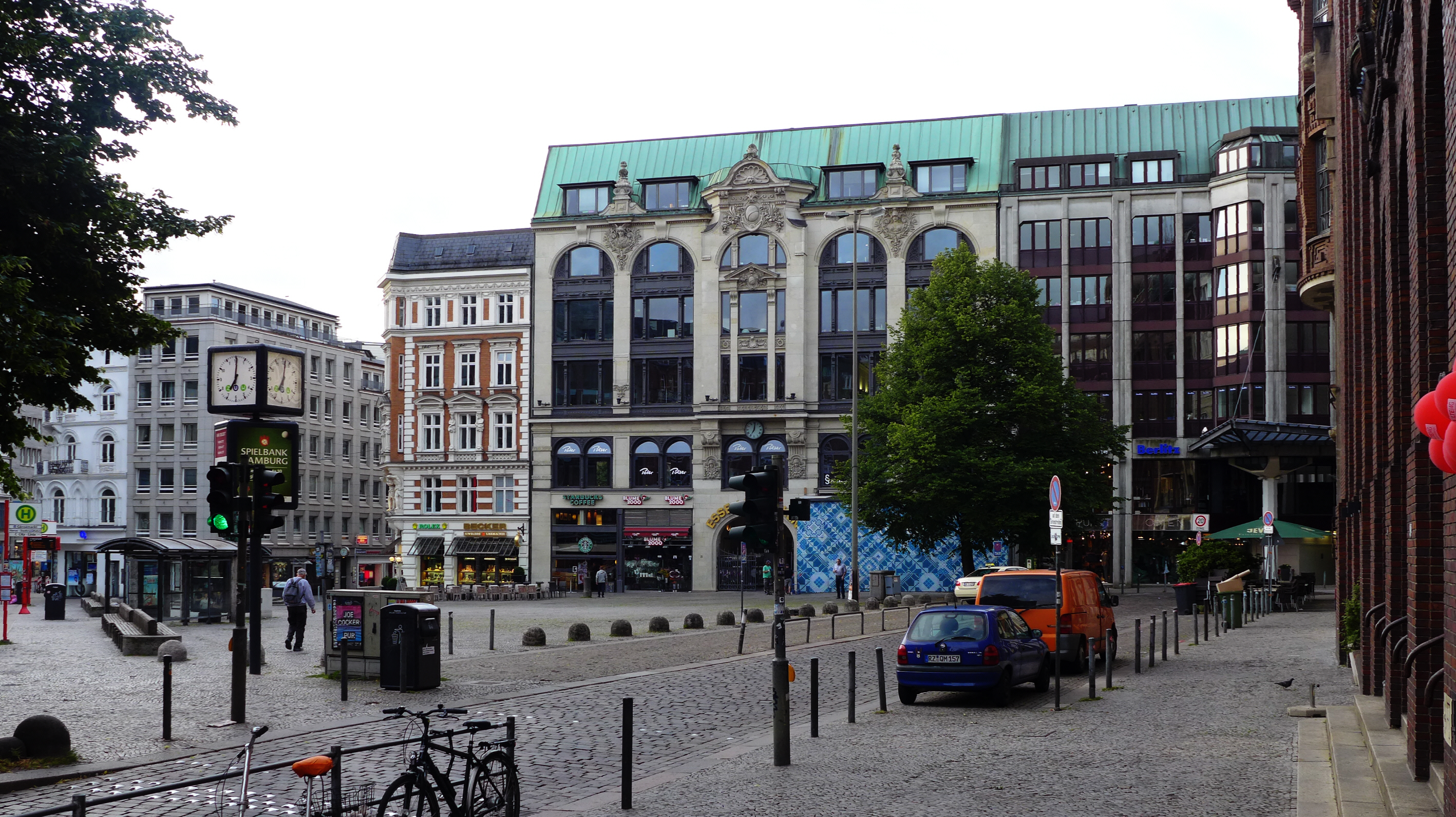
Gänsemarkt.
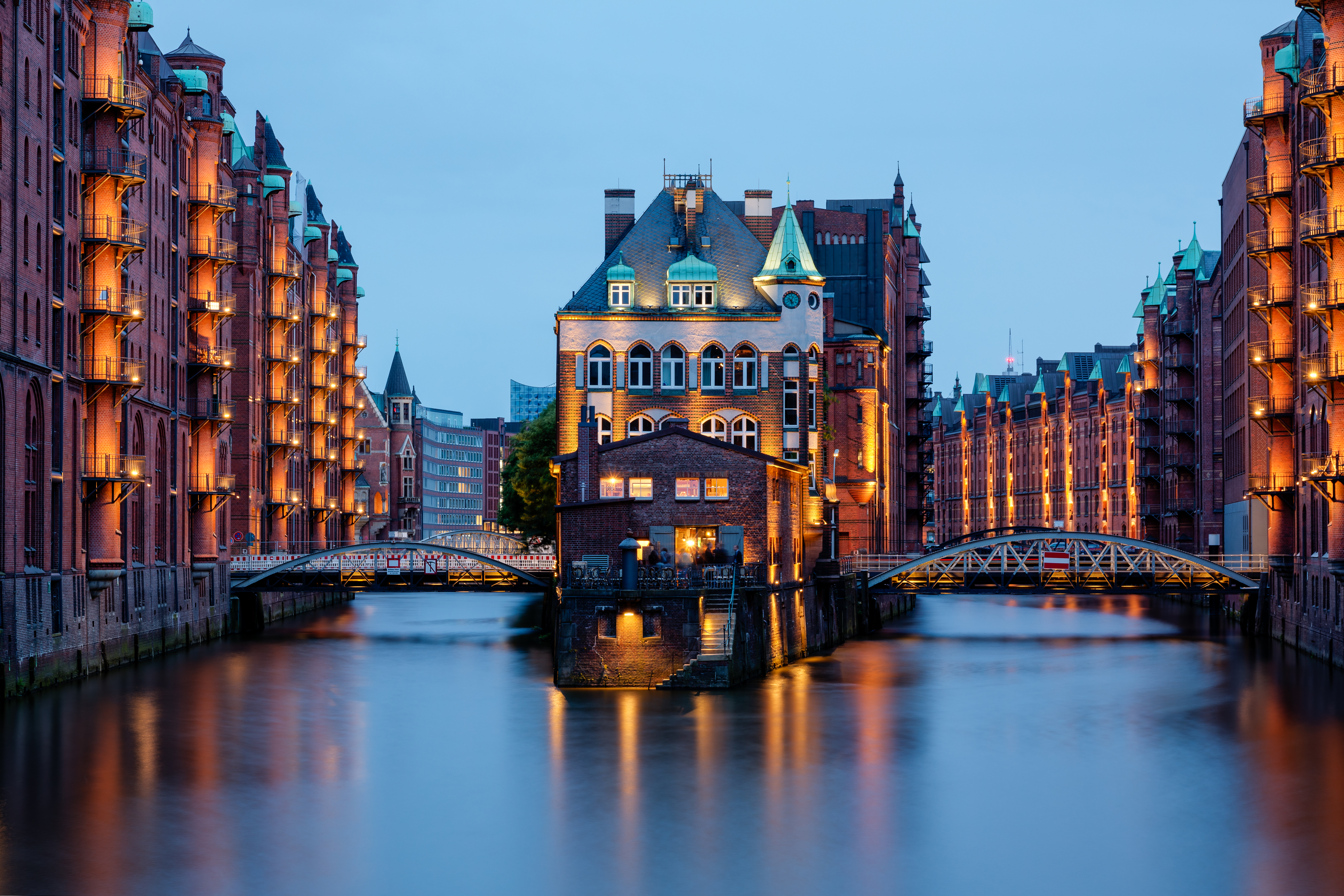
Wasserschloss i Speicherstadt.
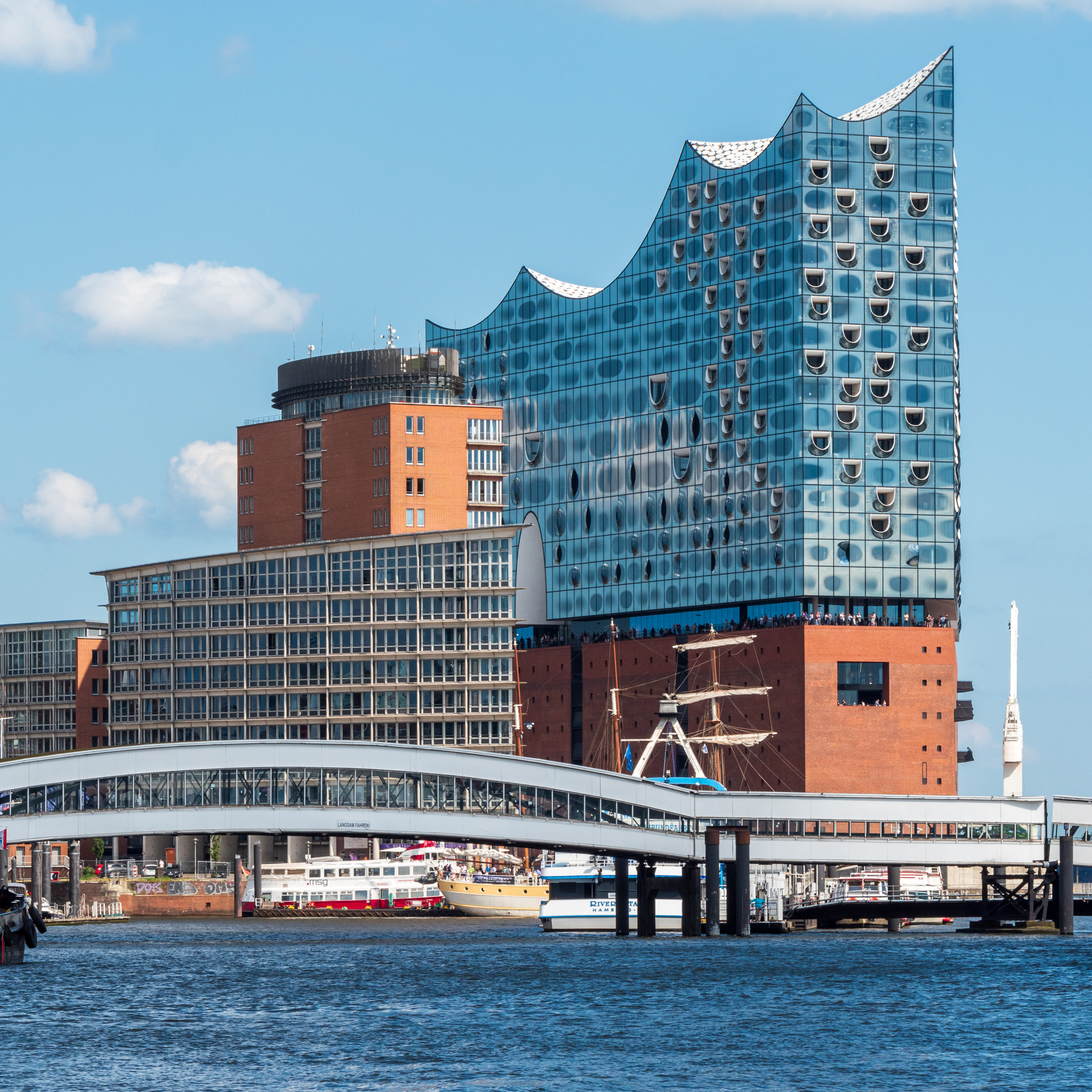
Elbphilharmonie i HafenCity.

Reeperbahn i stadsdelen i St. Pauli är centrum för stadens nattklubbskvarter och är främst känt för pornografiska klubbar och butiker, men även ett stort antal teatrar, musikaler och musikklubbar lockar en bred publik till Reeperbahn. I St. Pauli finns även kända höghusen Tanzende Türme och Bismarckmonumentet. I närheten ligger Landungsbrücken med Elbetunneln från 1911. Vid Landungsbrücken går flera olika båtlinjer med bland andra HADAG-färjorna. Vidare finns Heinrich Hertz-tornet, som är ett 271,5 meter högt TV-torn och Hamburgs högsta byggnad. Tornet är inte öppet för allmänheten. Kända Karolinenviertel ligger även här.
I stadsdelen St. Georg nära Hamburg Hauptbahnhof, finns flera restauranger, barer och klubbar främst på Lange Reihe. Området är populärt på kvällstid. Vidare finns här Deutsches Schauspielhaus, Museet för konst och hantverk Hamburg, St. Marien domkyrka och Hamburgs stora busscentral.
Schanzenviertel i Sternschanze är ett kvarter med alternativ stil och som är en sevärdhet i sig tillsammans med Karolinenviertel i stadsdelen St Pauli.
I stadsdelen Altona-Altstadt i västra Hamburg ligger kända Dockland. Nära finns även stadsdelen Ottensen med stora affärsgatan Ottenser Hauptstrasse. På Fischmarkt vid Elbe är det varje söndagsmorgon sedan 1703 marknad från klockan 5 på morgonen på sommaren och 7 på vintern. Förutom turister är det många besökare från det närbelägna Reeperbahn som går från nattklubbarna och fortsätter festa och dansa i auktionshallen. Nära Fischmarkt ligger U-båtsmuseum U-434. 

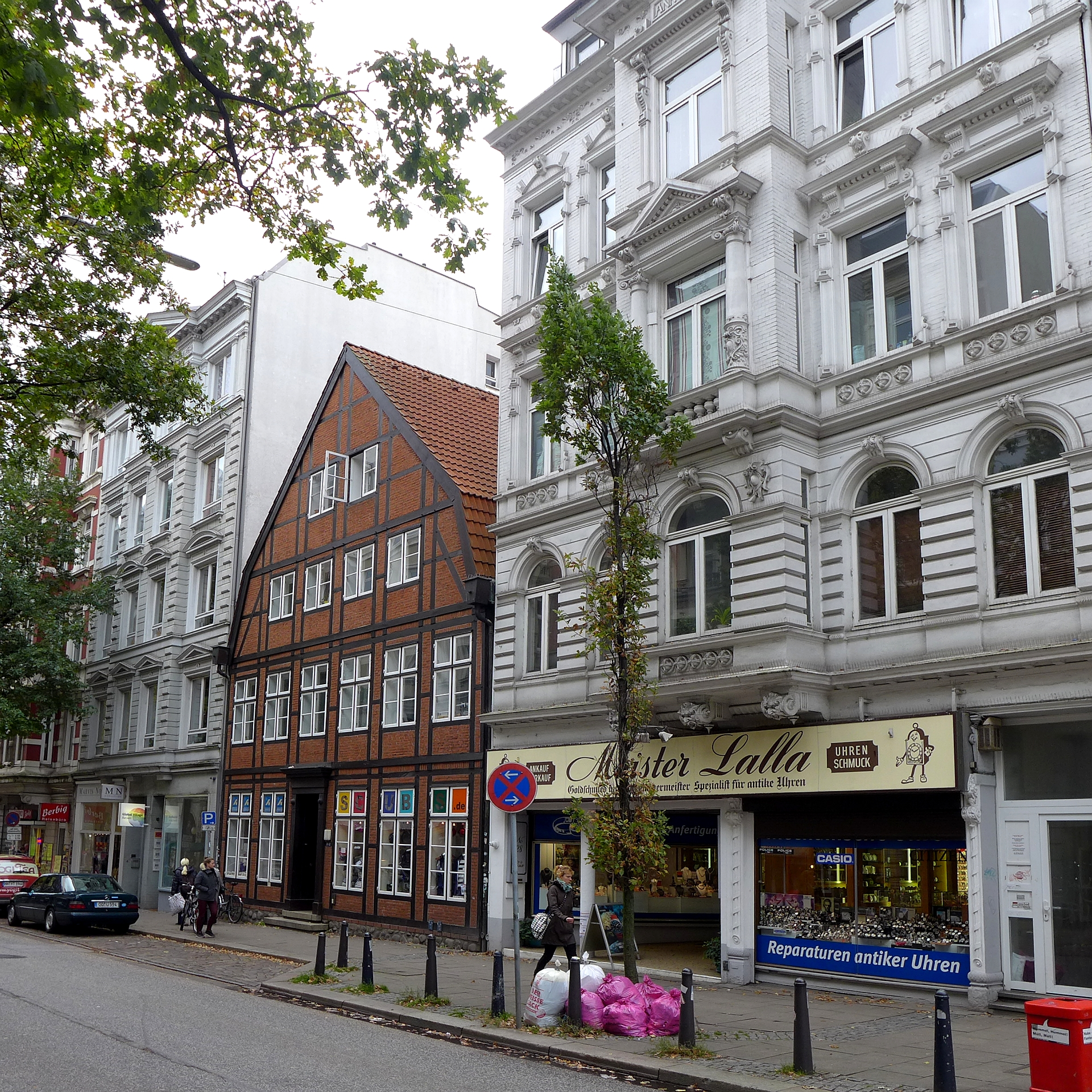
Lange Reihe i St. Georg.
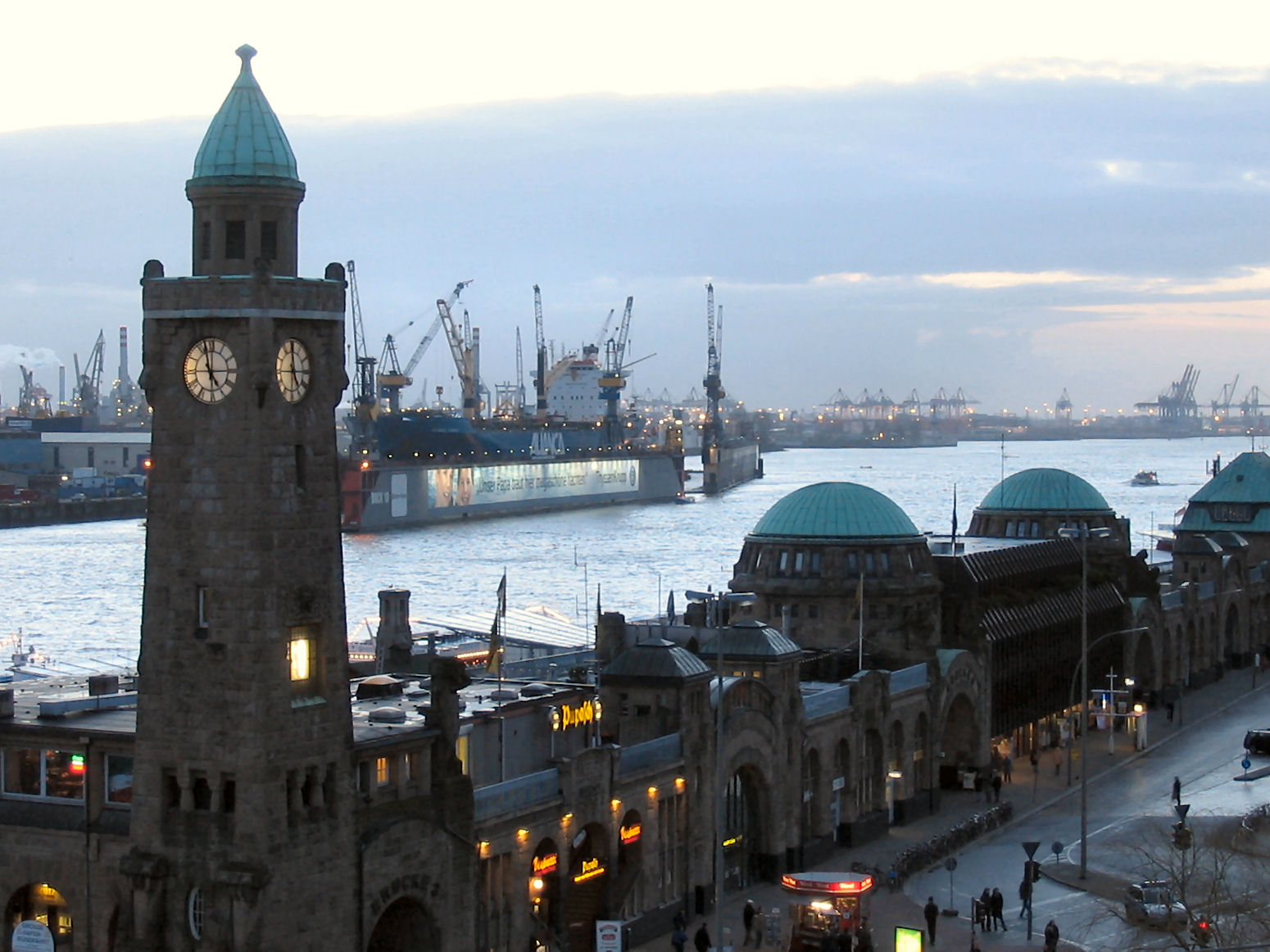
Landungsbrücken i St. Pauli.
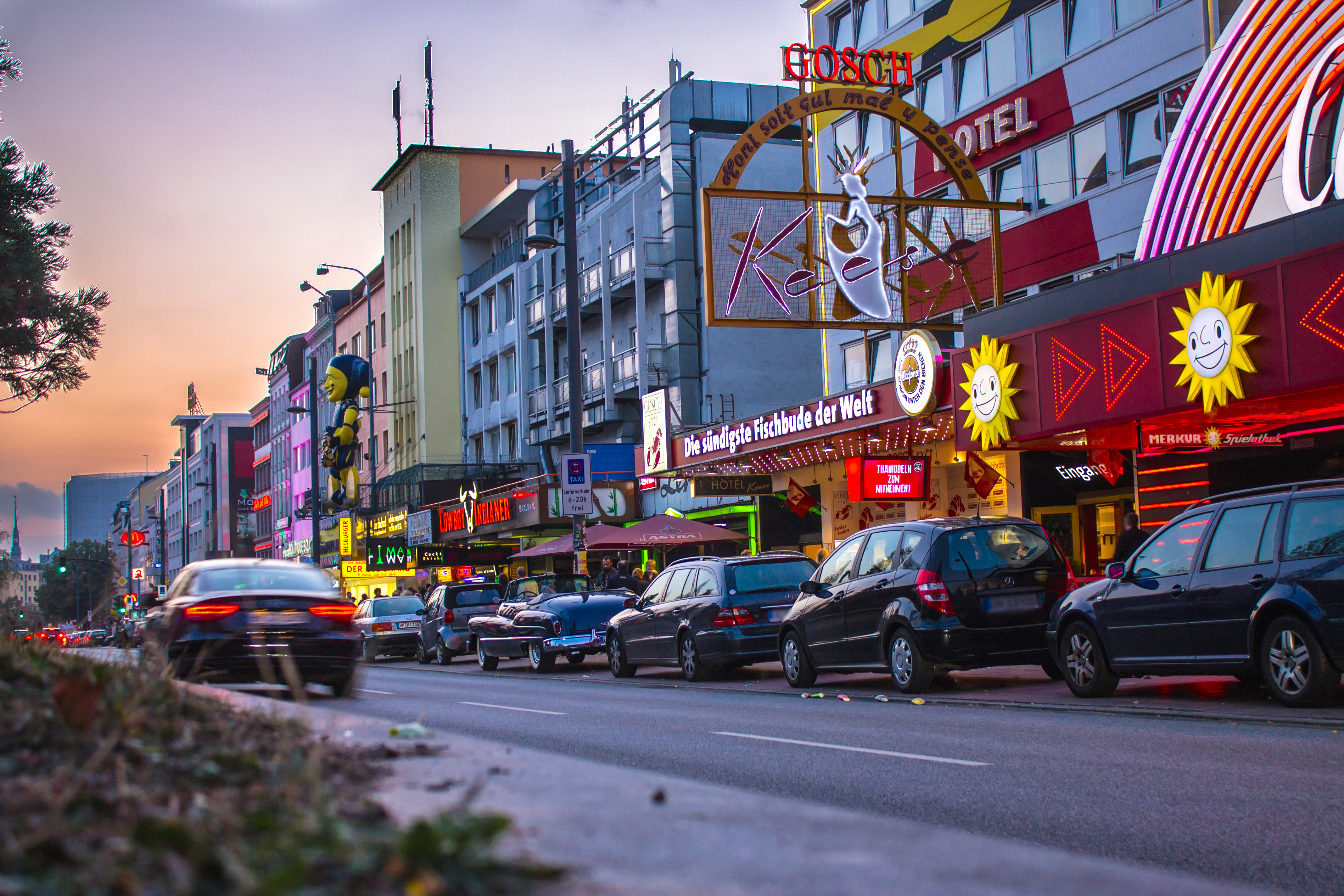
Reeperbahn i St. Pauli.
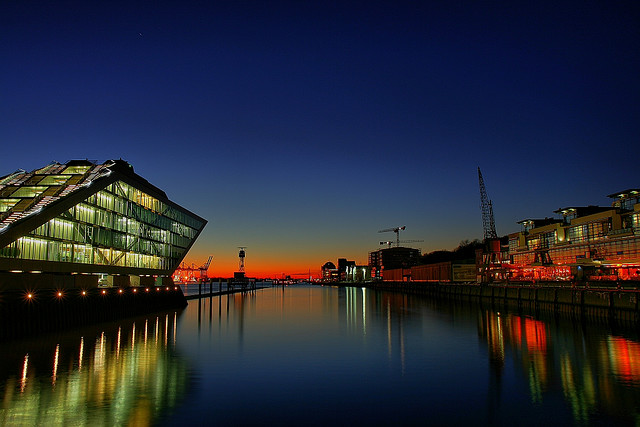
Dockland i stadsdelen Altona-Altstadt.

Runt Alster och väster om Alster finns stora områden av bebyggelse från slutet av 1800-talet och fram till 1920-talet, bland annat stadsdelarna Pöseldorf, Rotherbaum och Winterhude. I Winterhude finns bland annat Hamburgs stadspark. Stadsdelen Eppendorf med huvudgatorna Eppendorfer Baum och Eppendorfer Landstrasse mellan Klosterstern och Eppendorfer Markt har en sammanhållen bebyggelse från förra sekelskiftet och många mode- och specialbutiker.  
Hamburgs mest besökta parker är Planten un Blomen, Hamburgs stadspark, Alsterpark samt Altonaer Balkon. En bit från centrum ligger Hagenbecks djurpark är en av världens mest berömda djurparker. 
Hamburg har flera kilometer med långa sandstränder bland annat Blankenese strand i exklusiva stadsdelen Blankenese samt Elbstrand som ligger mer centralt. 

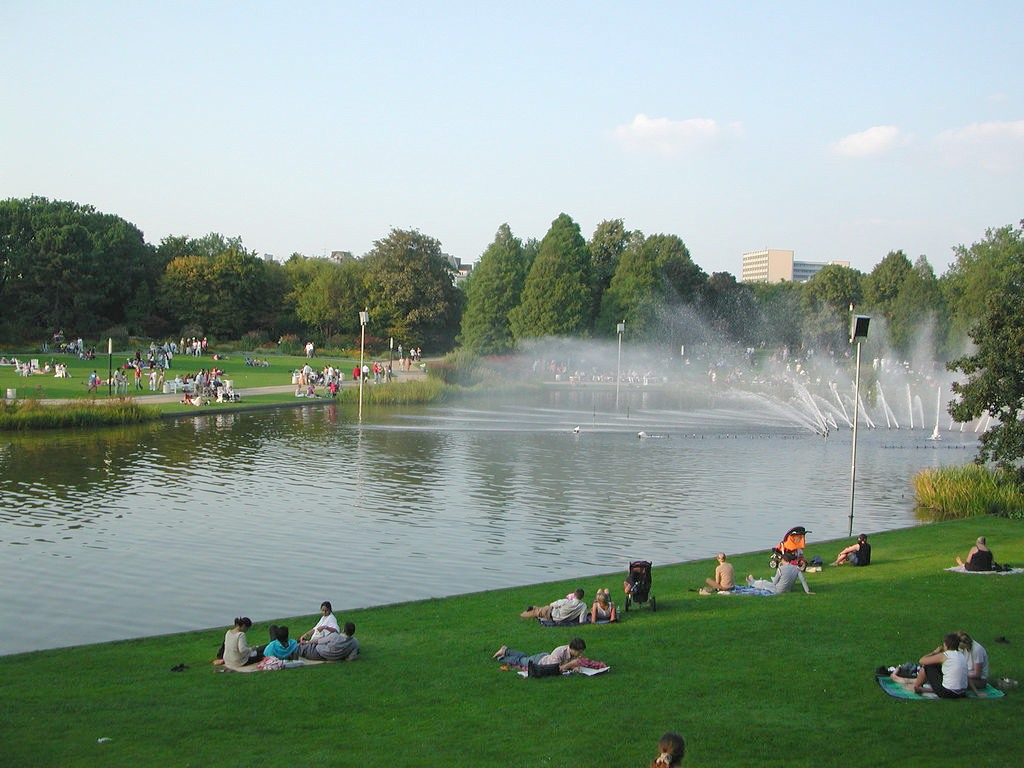
Planten un Blomen.
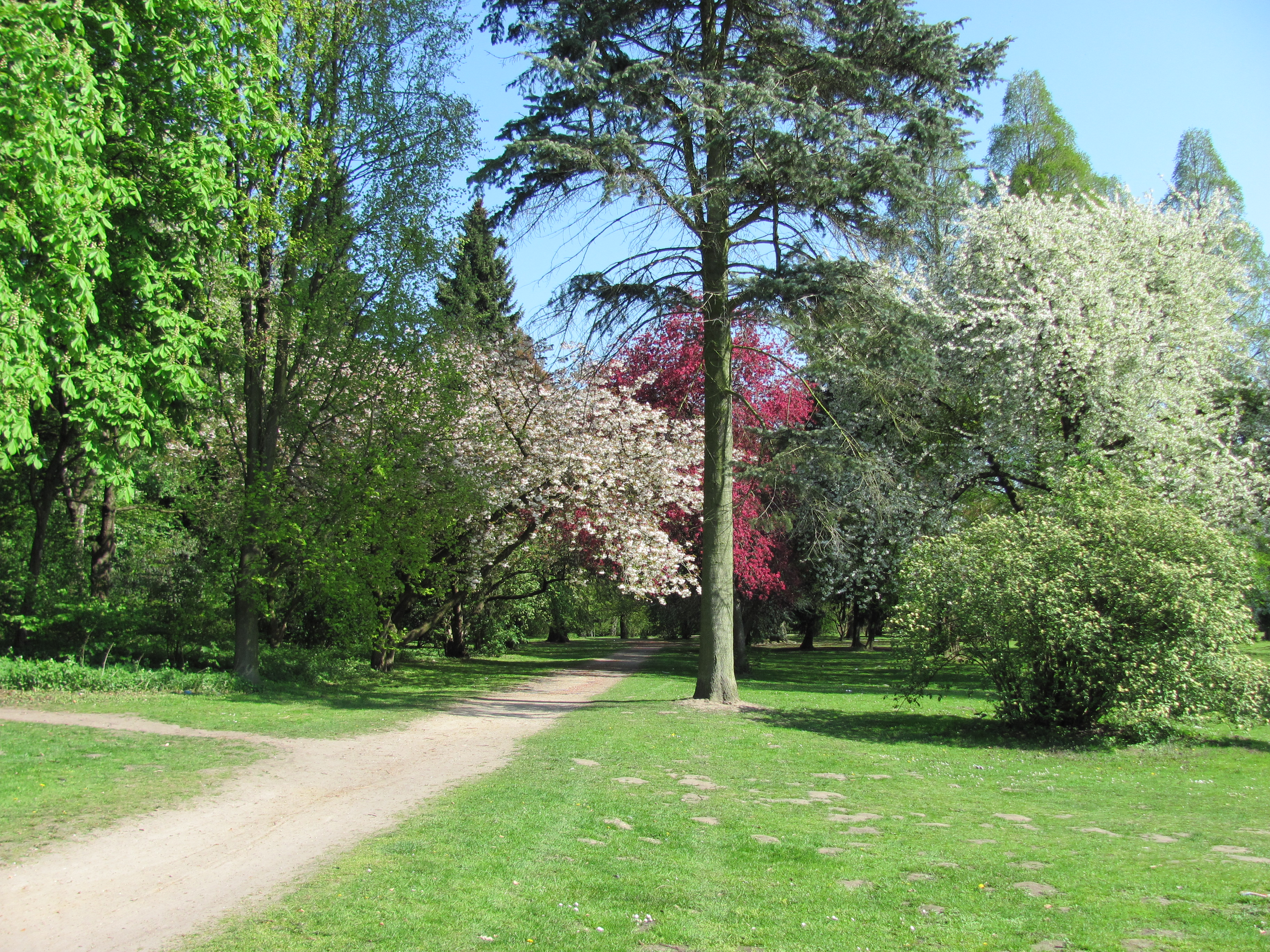
Hamburgs stadspark i Winterhude.
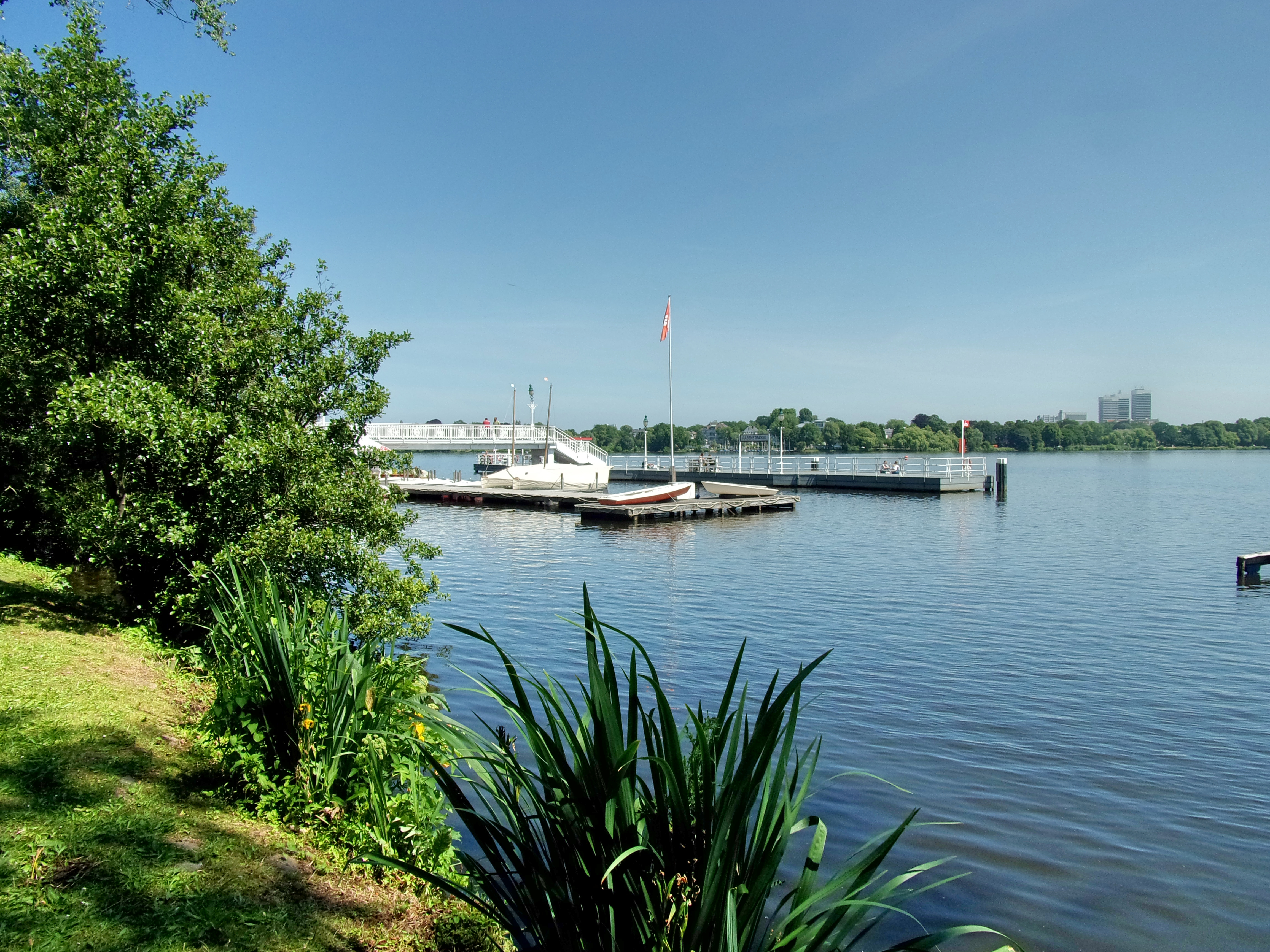
Alsterpark.
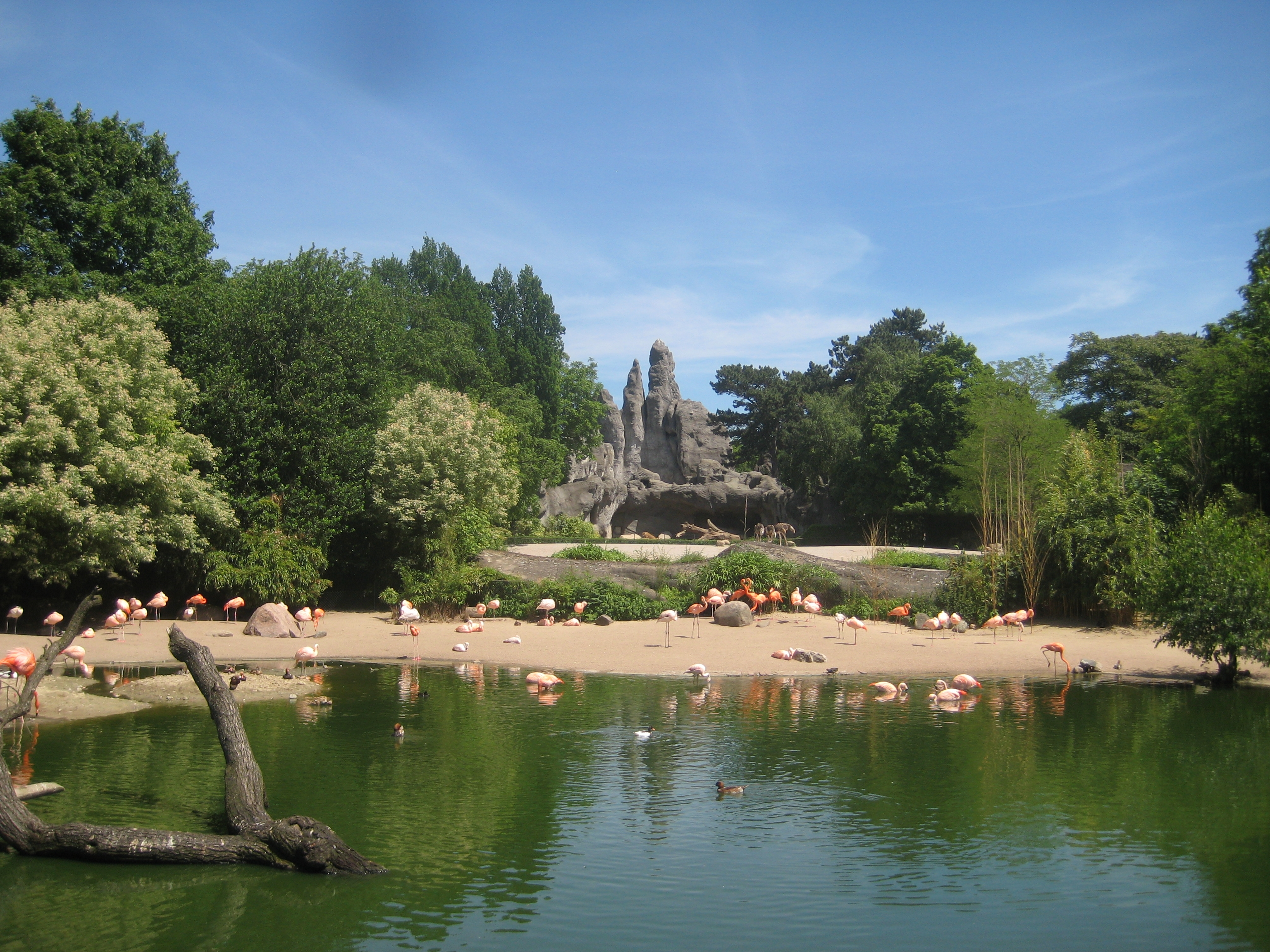
Hagenbecks djurpark.

## Näringsliv
Hamburg har Tysklands högsta BNP per capita och en sysselsättningsgrad på 88 % fördelat på 120 000 företag.
Hamburgs hamn med sitt läge vid Elbe har genom århundradena varit Tysklands och en av Europas viktigaste hamnstäder. Hamnen grundades av Fredrik I 1189 och har varit anledningen till Hamburgs position som ledande stad inom handel. Här återfinns också stora varvs- och rederikoncerner som Blohm+Voss och Hapag-Lloyd även om deras betydelse har minskat de senaste decennierna.
Sedan 1800-talets industrialisering är Hamburg en viktig industristad och med en stor tjänstsektor. Hamburg har en rad skiftande näringar inom verkstadsindustri (flygindustri, fordonstillverkning), konsument (livsmedel), kemi, elektroteknik och petroleum tillsammans med ledande företag inom tjänstesektorn (bank, försäkring) med ett flertal huvudkontor. Hamburgs stad är den största arbetsgivaren följt av Airbus och Lufthansa. Logistiknäringen är betydande med företag som Deutsche Bahn och Deutsche Post tillhörande de största arbetsgivarna. Hamburg är en betydande mediastad med Der Spiegel och Axel Springer AG tillsammans med NDR. I Hamburg utkommer bland annat Die Welt och Die Zeit.
Hamburgs handelskammare är den äldsta i Tyskland grundad 1665.

## Politik
Hamburg styrs av ett parlament, Hamburgische Bürgerschaft, och förbundslandsregeringen Hamburgs senat. Hamburg har en lång tradition som en självständig stat och styre som stadsrepublik vilket även återspeglas i dagens system. I den författning som går tillbaka till demokratiseringen efter första världskriget är Hamburg en demokratisk och social rättsstat. Nuvarande författning antogs 1952.
Senaten är förbundslandsregering och ordföranden är Hamburgs förste borgmästare (Erster Bürgermeister). Sedan en författningsändring 1996 väljs borgmästaren direkt av parlamentet. Borgmästaren har en ställföreträdare och inom varje politikområde utses en senator motsvarande minister. Till senat och borgerskap tillkommer Hamburgs författningsdomstol som författningsorgan. I varje stadsdelsområde (Bezirk) finns en nämnd (Bezirksversammlung) med begränsade politiska befogenheter.
På det nationella planet har Hamburg tre röster i Förbundsrådet och har sex direktmandat till Förbundsdagen.

### Konsulat
Hamburg är efter New York och Hongkong den stad i världen som har flest generalkonsulat med 104 stycken (2007). De äldsta representationerna har Österrike (sedan 1570) och Frankrike (sedan 1579). Stadens historia som sjöfartsstad och den stora invandringen, idag finns över 180 olika nationaliteter i staden, är de främsta orsakerna. Dessutom har staden en stor roll för industri, handel och logistik med många utländska företags verksamheter. I Hamburg fanns tidigare ett svenskt generalkonsulat. Generalkonsulatet i Hamburg var sannolikt Sveriges äldsta utlandsstation med anor från tidigt 1600-tal. Det stängdes 1 oktober 2008 och är ersatt av ett honorärkonsulat. Hamburg har historiskt haft en rad konsulat runt om i världen.

## Kultur
Hamburg är känt för sitt rika kulturliv med bland annat ett stort antal teatrar. Den välbärgade köpmannaklassen har genom seklerna bidragit till förnämliga konstsamlingar vid stadens museer.
I Hamburg finns också en svensk förening, Svenska Klubben i Hamburg, som grundades 1906 och bland annat är huvudman för den Skandinaviska Skolan som finns i Hamburg, en skola som har kompletterande svenska för barn och vuxna.
I Hamburg finns det även en Svensk kyrka som anordnar olika typer av event. 

### Nattliv
Hamburg är, i likhet med andra större hamnstäder som Amsterdam, känt för sitt livliga nattliv med centrum runt Reeperbahn. Detta är ett arv ifrån tiden då sjömännen ofta i flera dagar fick vänta på att deras skepp skulle lossas och lastas och under tiden efterfrågade diverse nöjen. I början på 1960-talet var det på Reeperbahn-klubben Star Club som Beatles inledde sin karriär.
Andra områden med mycket barer och restauranger är Schanzenviertel, Altona och Winterhude. Även i området mellan Alster och Centralstationen finns flera kända barer och restauranger. I stadsdelen St. Georg öster om Hauptbahnhof finns också många barer och restauranger. Sommartid öppnar flera beachklubbar mellan Landungsbrücken och Altona utefter Elbe.
I Hamburg finns i praktiken ingen stängningstid för barer och nattklubbar, vilket innebär att nattlivet börjar relativt sent.
Klubbar för homosexuella finns främst i stadsdelen St. Georg bredvid Hamburg Hauptbahnhof till exempel i närheten av gatan Lange Reihe samt Reeperbahn i stadsdelen St. Pauli.

## Kommunikationer

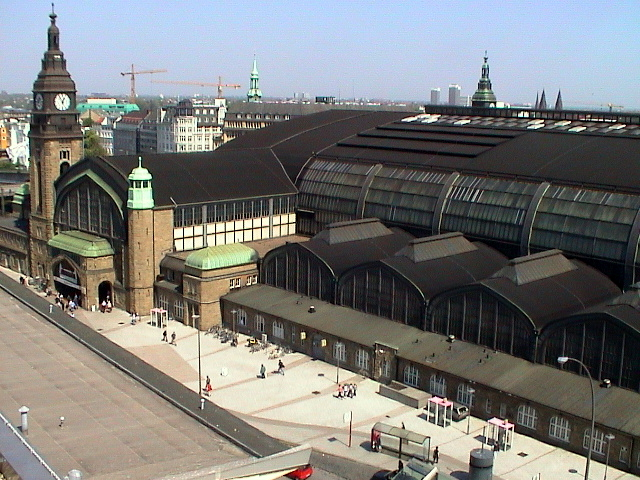
Hamburg Hauptbahnhof

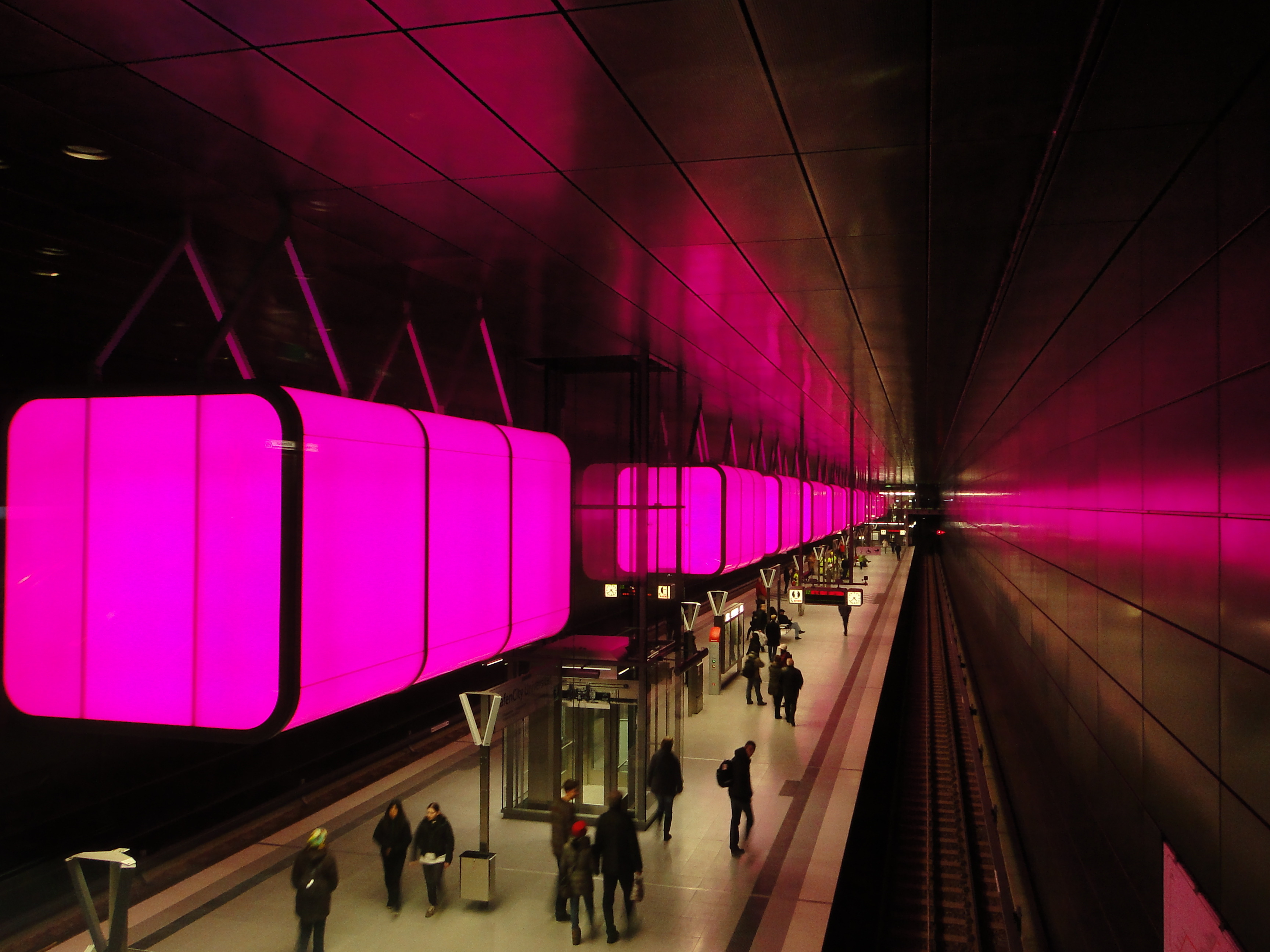
HafenCity Universität i Hamburgs tunnelbana

### Pendeltåg (S-Bahn)
Hamburgs pendeltåg kallas för S-Bahn (Stadtbahn) och har flera linjer. S-Bahn trafikerar en lång tunnel under centrala Hamburg, City-S-Bahntunneln med flera underjordiska stationer, samt Harburgtunneln. Hamburg har även lokaltåg AKN Eisenbahn som bara trafikerar norra Hamburg och omgivande orter i Schleswig-Holstein.

### Tunnelbana (U-Bahn)
Hamburg har ett välutbyggt tunnelbanesystem (U-Bahn) som ägs av Hamburgs stad. U-Bahn består av de fyra linjerna U1 (blå linjefärg), U2 (röd linjefärg), U3 (gul linjefärg) och U4 (turkos linjefärg) med en längd av 106 km. Linje U3 mellan Hamburg Hauptbahnhof och St. Pauli station (Reeperbahn) är en så kallad Hochbahn och går på viadukt längs hela hamnen med utomhusstationer med utsikt över hamnkvarteren.

### Tåg
Hamburg Hauptbahnhof är en av Europas största centralstationer som dagligen betjänar ca 550 000 resenärer. Centralstationen passeras av stadens samtliga tunnelbanelinjer och pendeltågslinjer samt även många regionaltåg och fjärrtåg till ett flertal städer i Tyskland, allra främst Berlin och München med upp till två avgångar i timmen till vardera staden. Centralstationen utgör porten för all tågtrafik från Skandinavien till kontinenten där dagtågen kräver byte i Köpenhamn, men Stockholm har två genomgående nattåg. Den internationella trafiken söderut förbinder staden, många gånger dagligen främst med Basel/Zürich, Wien/Innsbruck, och Prag. På samma linjer finns även dagliga nattåg. Hamburgs fyra andra stora tågstationer är Hamburg-Altona, Hamburg-Bergedorf, Hamburg Dammtor samt Hamburg-Harburg.

### Båt
Hamburgs färjor går från Landungsbrücken i Hamburgs hamn till flera olika ställen i hamnområdet. Sammanlagt sex linjer trafikerar hamnen och som tätast går färjorna i kvartstrafik till bland annat Elbphilharmonie, Dockland och Altona Fischmarkt.

### Motorvägar
Från Hamburg utgår flera stora motorvägar mot bland annat Berlin, Amsterdam, Köpenhamn och Frankfurt.

### Flygplatser
Flygplatsen i Hamburg heter Flughafen Hamburg-Fuhlsbüttel och ligger i stadsdelen Fuhlsbüttel. Det går en pendeltågslinje till flygplatsens station Flughafen Hamburg, som ansluter till centrala Hamburg (tar 25 minuter). Det finns även en flygplats 54 kilometer norr om Hamburg, i Lübeck (Lübeck Blankensee flygplats), vilket främst är en flygplats för lågprisflyg såsom Ryanair och Wizzair. Från Lübecks flygplats kan man, för att ta sig till centrala Hamburg, åka direktbuss (tar cirka en timme) eller åka tåg (tar en timme och 10 min).

## Idrott

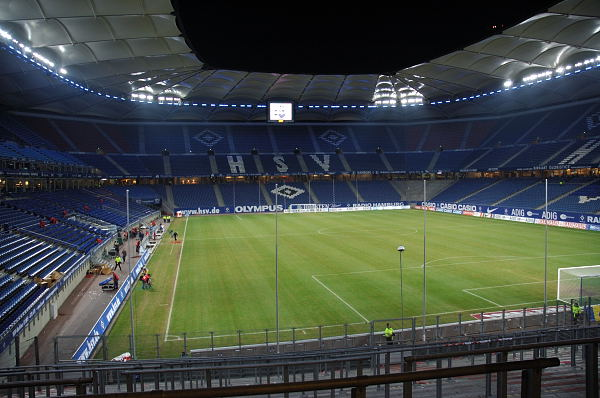
Volksparkstadion.

Volksparkstadion ligger i utkanten av Hamburg. Arenan rymmer cirka 57 000 personer och blev ombyggd åren 1999-2000. Arenans hemmalag är Hamburger SV, historiskt ett av Tysklands mest framgångsrika fotbollslag. Efter säsongen 2017/18 nedflyttades laget till den näst högsta divisionen 2. Bundesliga och har inte kvalificerat för uppflyttning sedan dess.
Millerntor-Stadion i stadsdelen St Pauli uppfördes 1961. Efter en omfattande ombyggnad avslutad 2015 rymmer arenan 30 000 åskådare. Arenans hemmalag är fotbollslaget FC St. Pauli, historiskt ett mindre framgångsrikt lag än Hamburger SV. Säsongen 2024/25 flyttades FC St. Pauli upp till högsta divisionen Bundesliga och spelar därmed för första gången i en högre division än Hamburger SV.  
Hamburg var en av värdorterna under fotbolls-VM 2006.
Inom andra idrotter representeras staden bland annat av Hamburg Freezers (ishockey) och HSV Hamburg (handboll). 

## Bilder

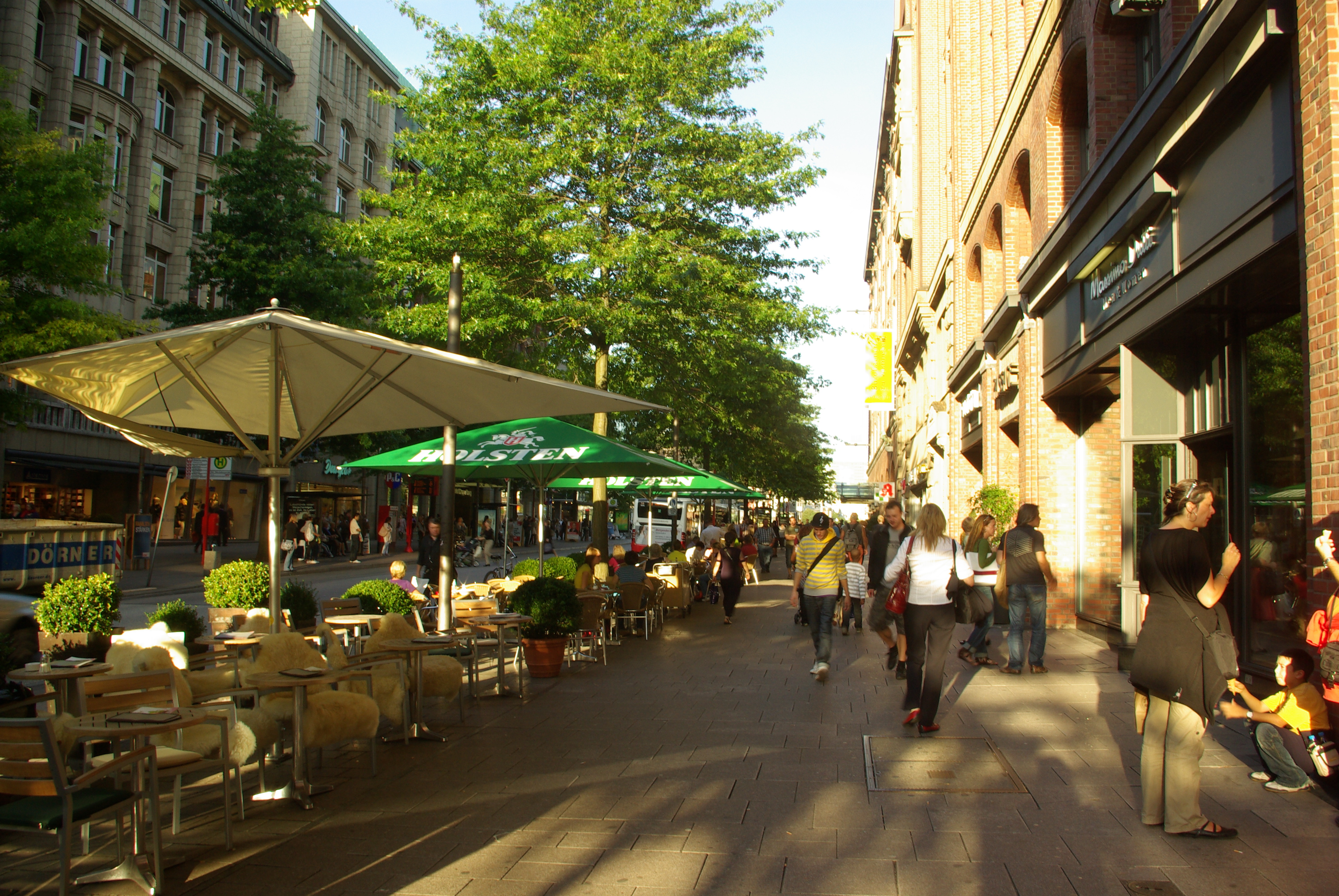
Affärsgatan Mönckebergstrasse i Altstadt.
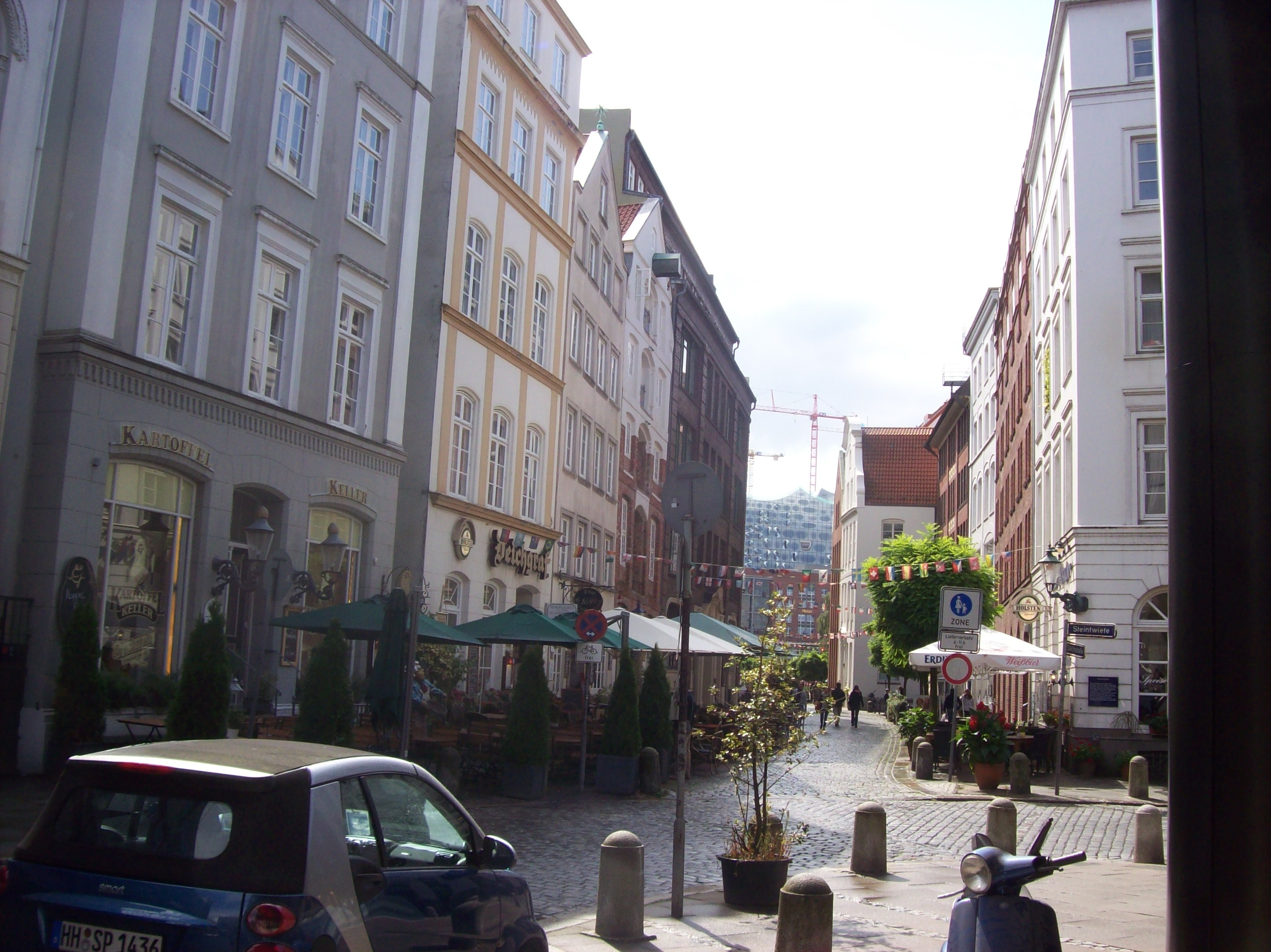
Historiska gatan Deichstrasse i Altstadt.
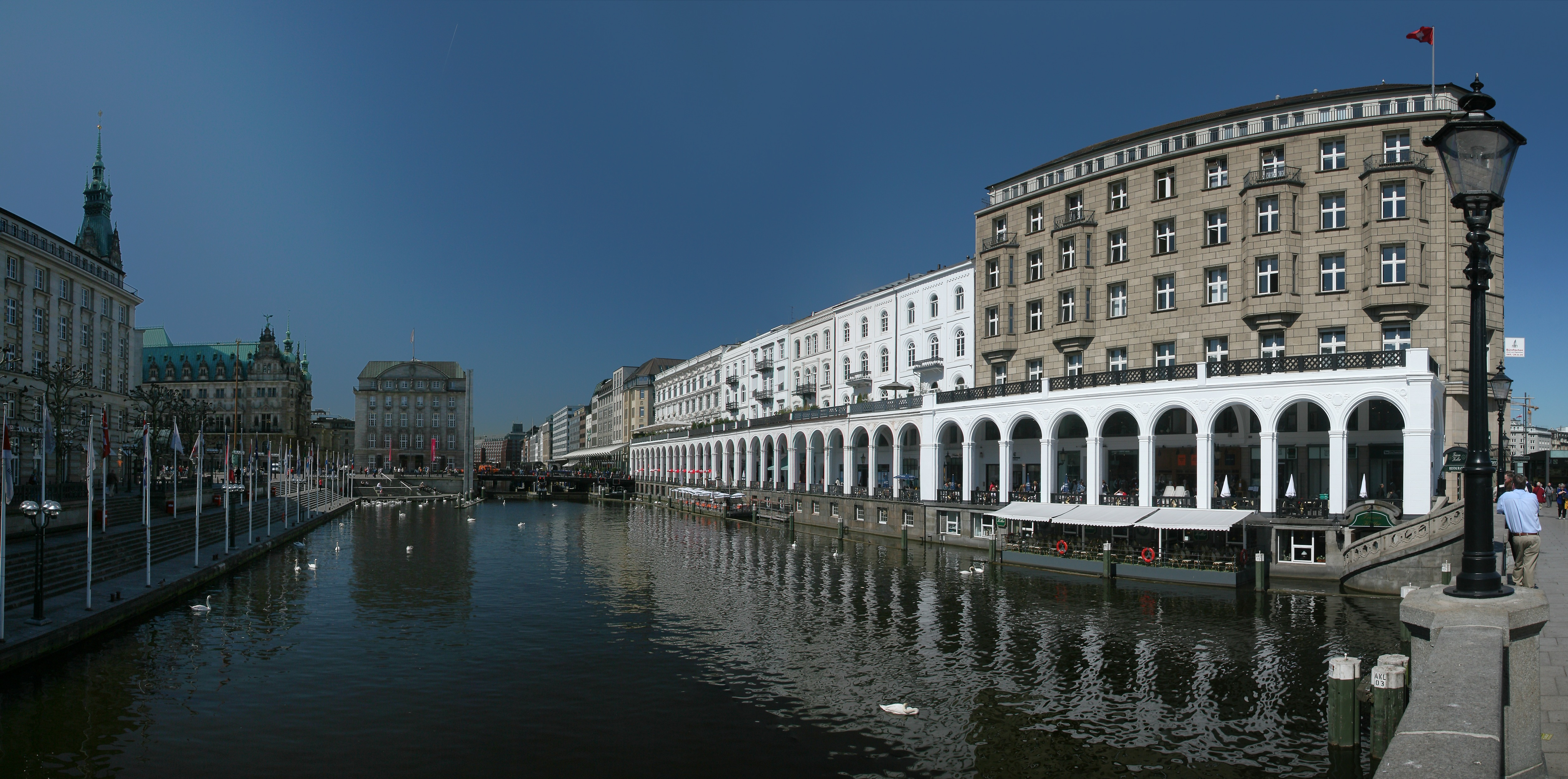
Alsterarkaden i Neustadt.
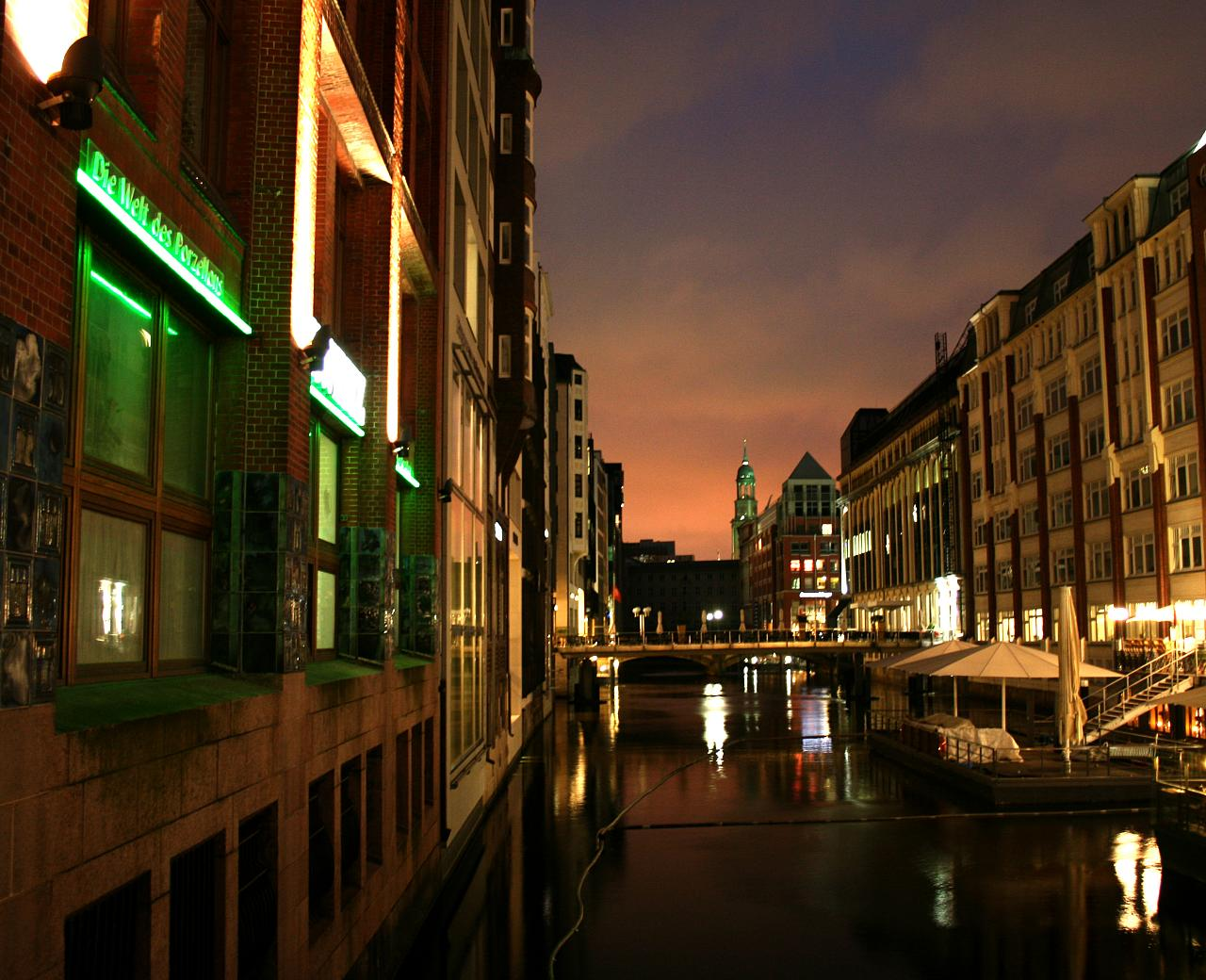
Alsterfleet i Neustadt.
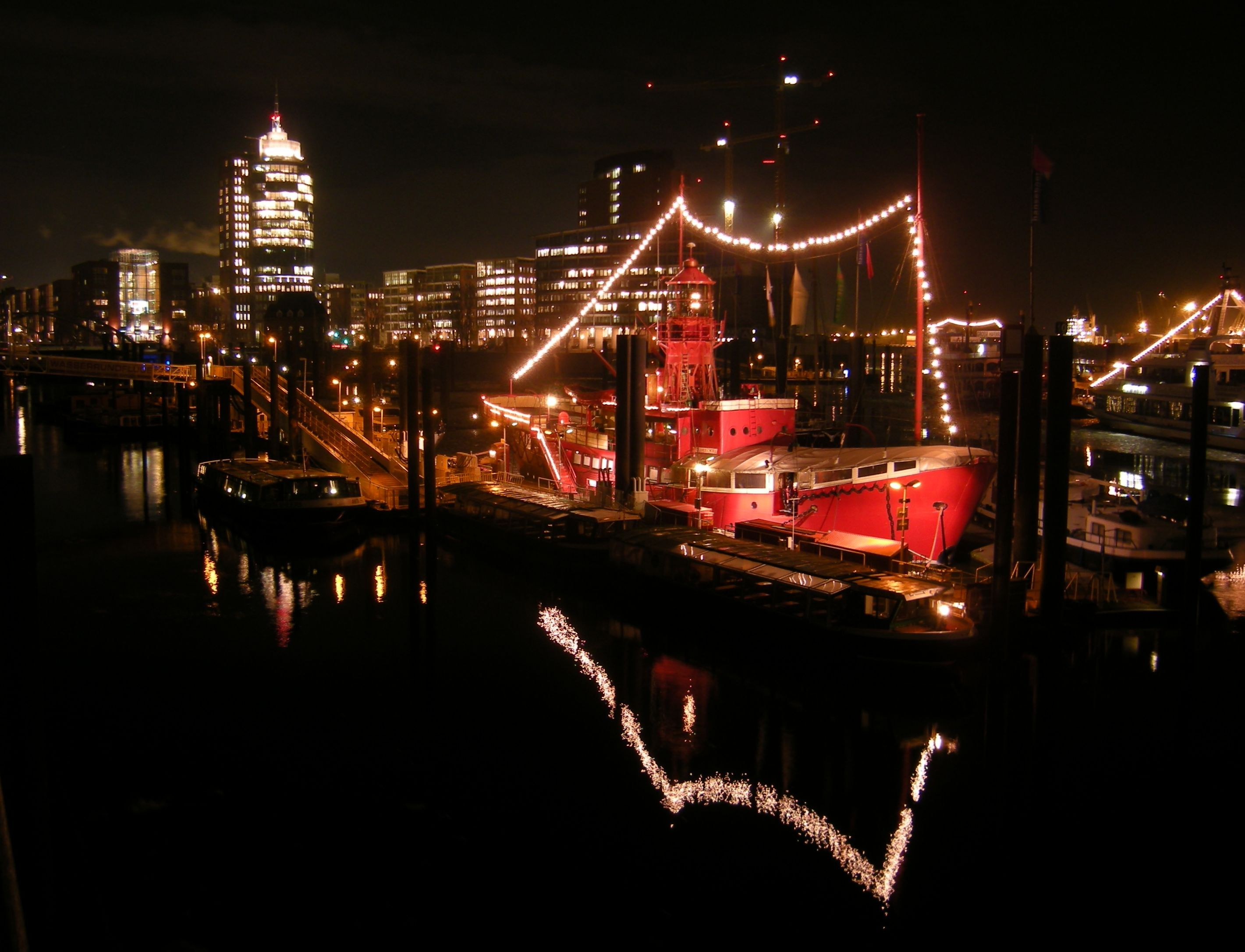
Hamburg Museumsschiff i Neustadt.
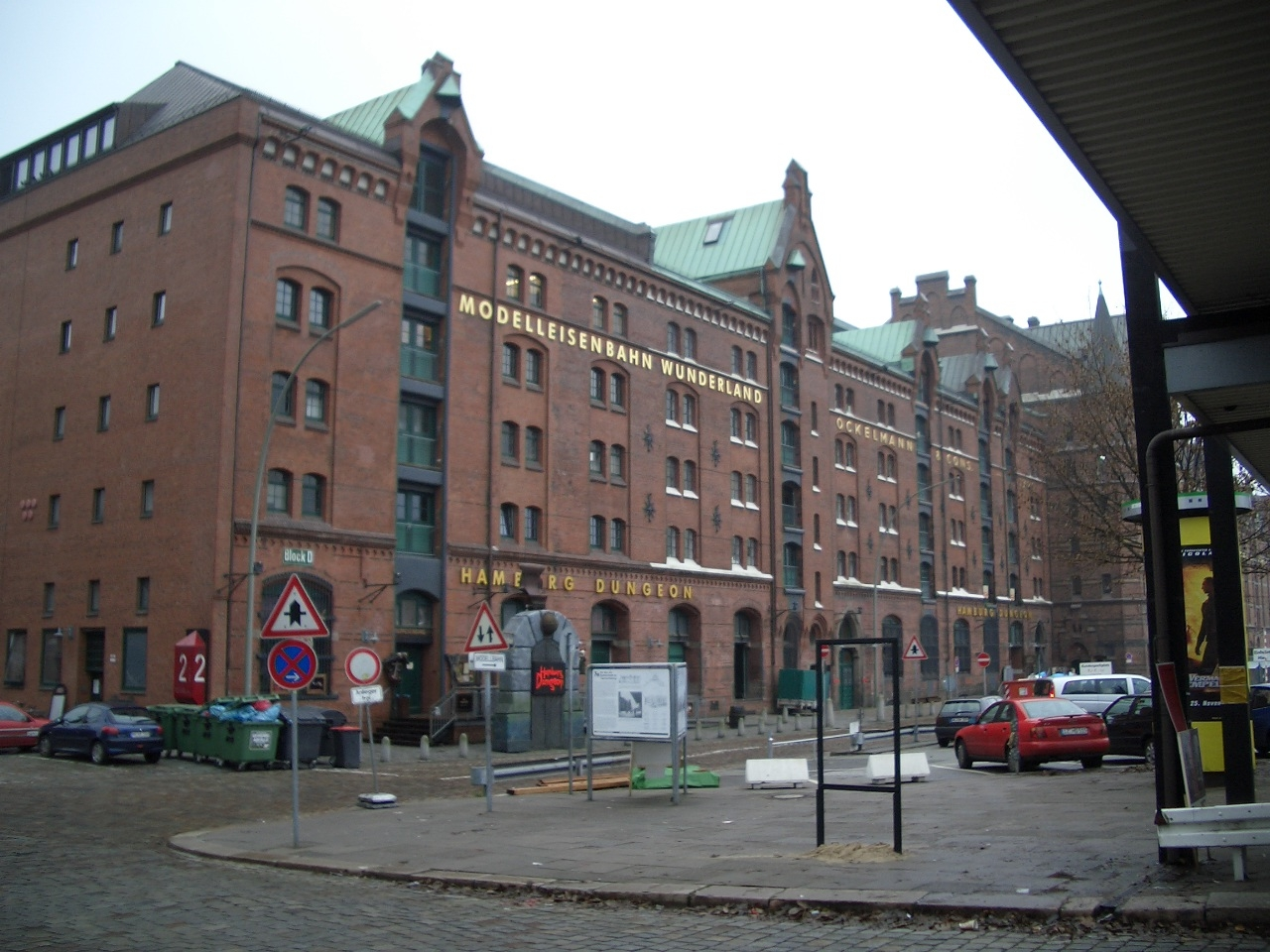
Miniatur Wunderland i stadsdelen Speicherstadt.
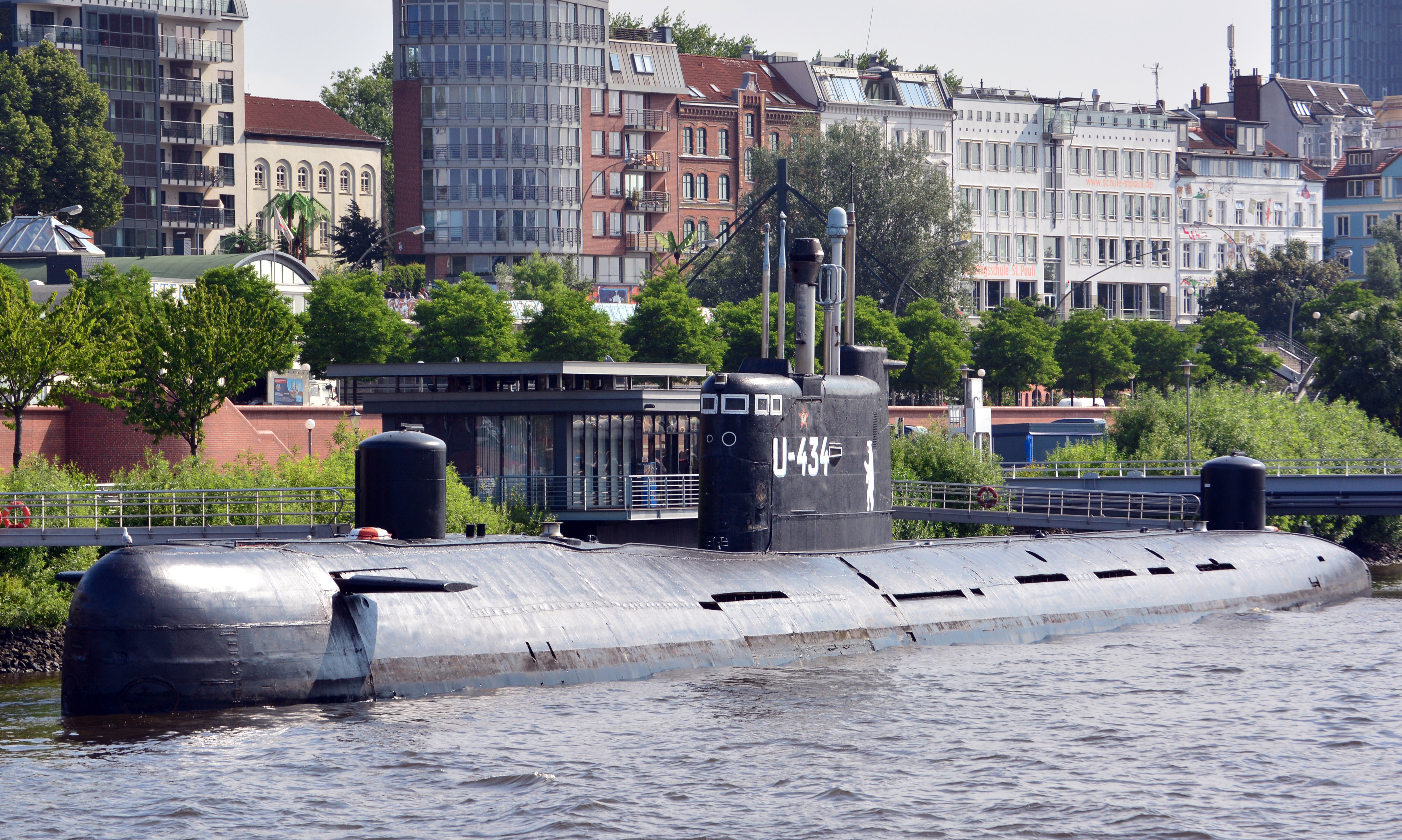
U-båtsmuseum U-434 i Altona-Altstadt.
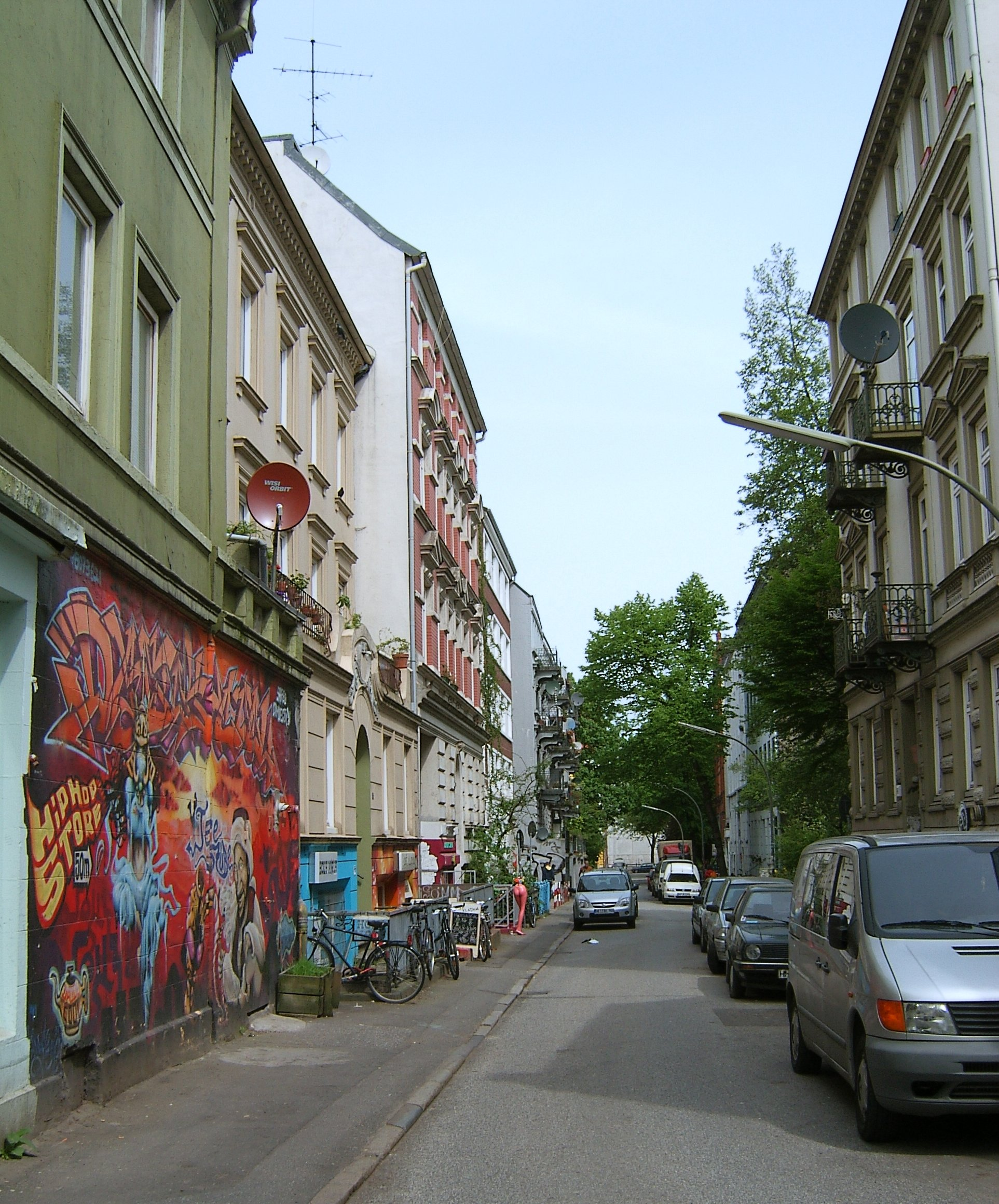
Karolinenviertel i St Pauli.
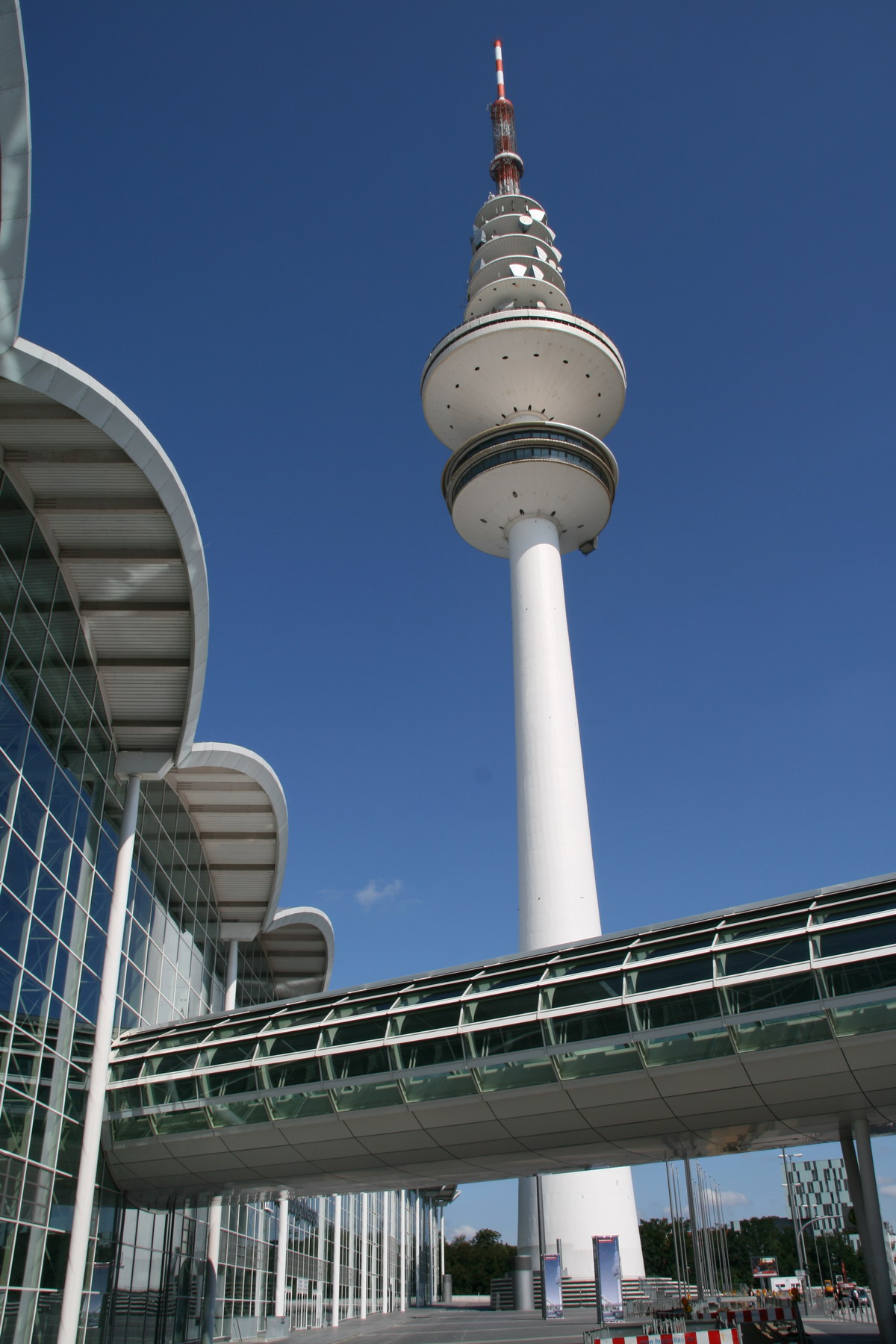
Heinrich Hertz-tornet i St Pauli.
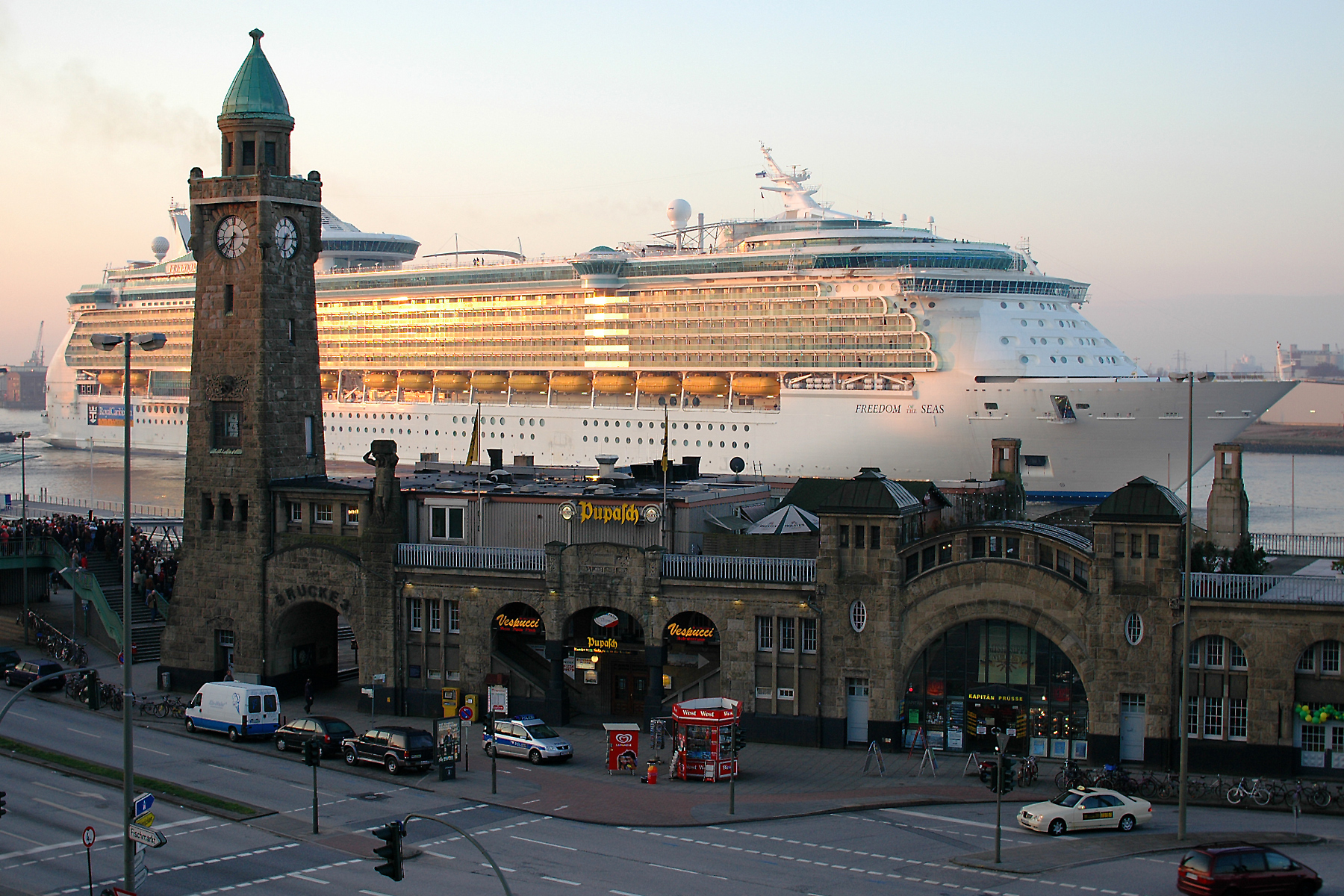
M/S Freedom of the Seas vid Landungsbrücken i St Pauli och Hamburgs hamn 2006.
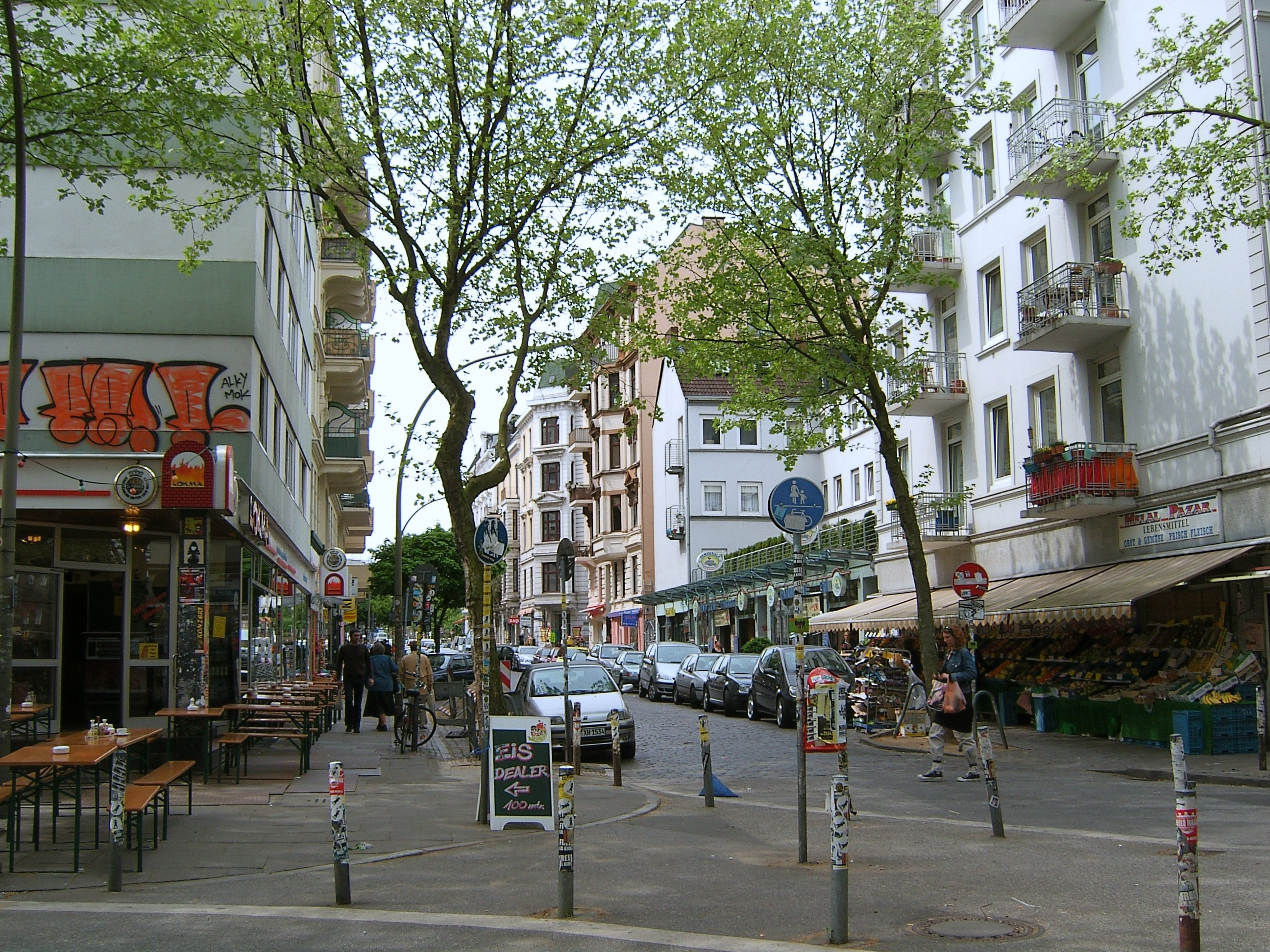
Alternativa stadsdelen Sternschanze.
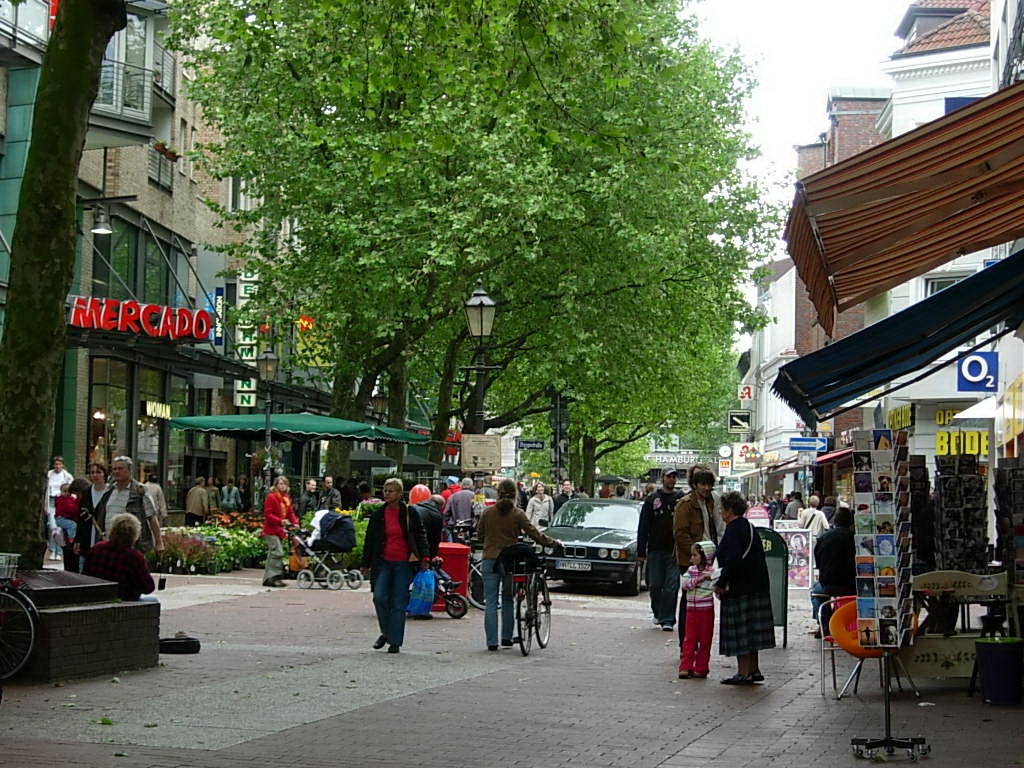
Affärsgatan Ottenser Hauptstrasse i stadsdelen Ottensen.